# Frontière interallemande
La frontière interallemande (en allemand : innerdeutsche Grenze ou deutsch-deutsche Grenze) est la frontière qui séparait la République fédérale d'Allemagne (RFA) et la République démocratique allemande (RDA) de 1949 à 1990. En excluant le mur de Berlin, similaire mais physiquement indépendant, la frontière s'étirait sur 1 393 km de la mer Baltique à la Tchécoslovaquie.
Elle fut formellement établie le 1er juillet 1945 en tant que frontière entre les zones d'occupation soviétique et occidentales. Du côté oriental, elle fut l'une des frontières les plus fortifiées du monde avec une ligne continue de hautes clôtures métalliques et de barbelés associés à des alarmes, des fossés, des miradors, des pièges anti-personnels et des champs de mines. Elle était surveillée par 50 000 gardes-frontières de la RDA qui faisaient face à plusieurs dizaines de milliers de gardes et de soldats ouest-allemands, américains et britanniques. À l'arrière de la frontière, plus d'un million de soldats de l'OTAN et du pacte de Varsovie attendaient le possible déclenchement d'une guerre.
La frontière était la représentation physique du rideau de fer métaphorique de Winston Churchill qui séparait les blocs soviétique et occidental durant la Guerre froide. Elle marquait la limite entre deux systèmes idéologiques : le capitalisme et le communisme. Construites par la RDA en plusieurs étapes entre 1952 et la fin des années 1980, les fortifications devaient permettre d'empêcher l'émigration à grande échelle des ressortissants est-allemands vers l'Ouest ; un millier d'entre eux périrent en essayant de traverser la frontière au cours de ses 45 années d'existence. La frontière entraîna de vastes perturbations économiques et sociales des deux côtés, mais les Allemands de l'Est vivant dans la région subirent des restrictions particulièrement draconiennes.
Le 9 novembre 1989, le gouvernement de la RDA annonça l'ouverture du mur de Berlin et de la frontière intérieure allemande. Dans les jours qui suivirent, plusieurs millions d'Allemands de RDA se rendirent en RFA et plusieurs centaines de milliers s'y installèrent définitivement. La frontière intérieure ne fut pas complètement abandonnée avant le 1er juillet 1990, exactement 45 ans après le jour de sa création et trois mois seulement avant que la réunification allemande ne mette formellement un terme à la division de l'Allemagne.
Il reste peu de vestiges des fortifications de la frontière intérieure. Son tracé est suivi par la « ceinture verte européenne » reliant les parcs nationaux et les réserves naturelles le long de l'ancien rideau de fer du cercle Arctique à la mer Noire. Des musées et des mémoriaux le long de l'ancienne frontière commémorent la réunification de l'Allemagne et préservent des éléments fortifiés.

## Développement

### Origines

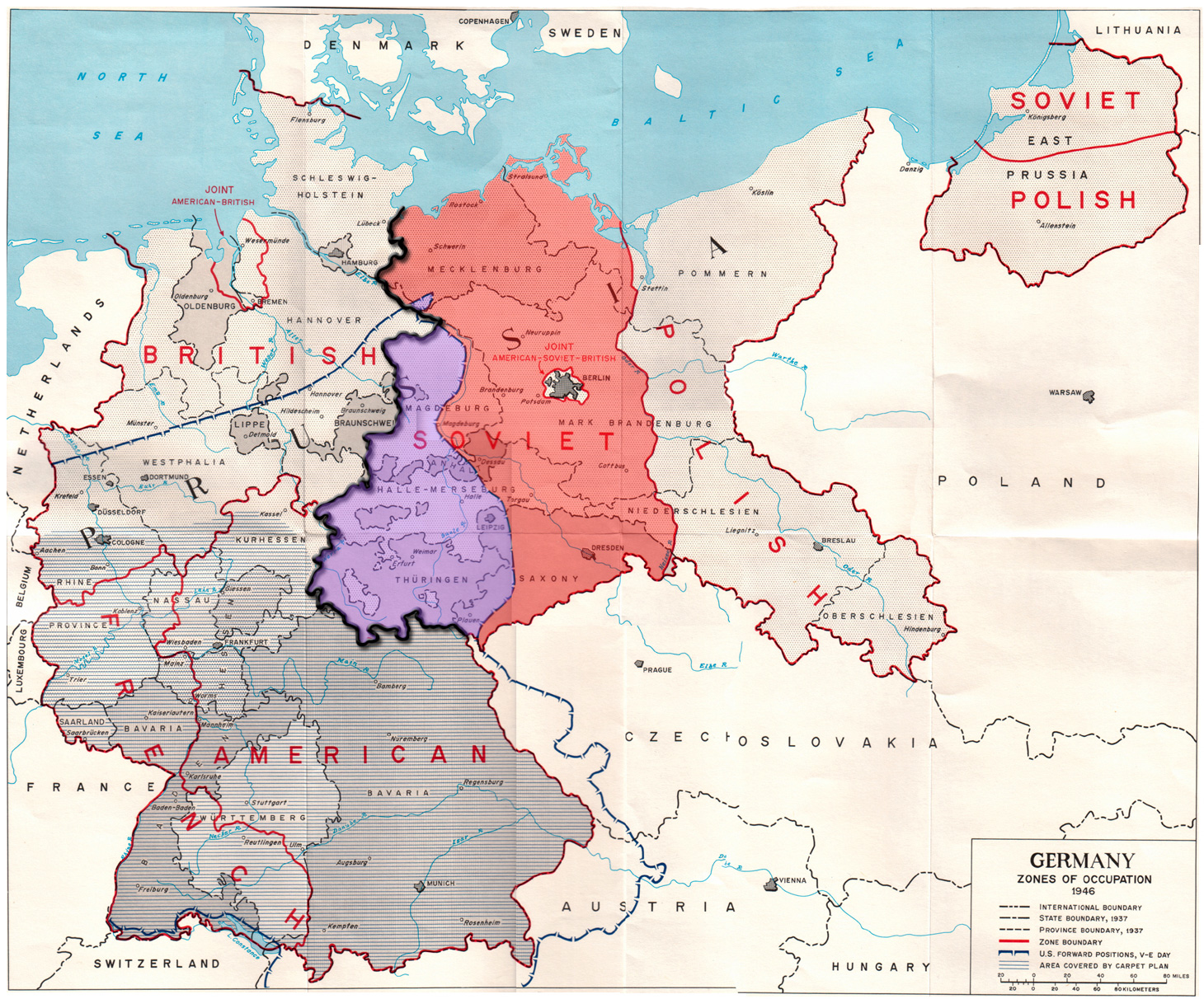
Carte des zones d'occupation alliées de l'Allemagne d'après-guerre indiquant la zone d'occupation soviétique (rouge), la frontière intérieure allemande (ligne noire) et la zone occupée par les troupes britanniques et américaines au moment de la capitulation allemande du 8 mai 1945 (violet). Les frontières provinciales sont celles de la république de Weimar, antérieure au Troisième Reich.

La frontière intérieure allemande trouve son origine dans les plans des Alliés pour diviser l'Allemagne en zones d'occupation après la Seconde Guerre mondiale. Les limites de ces zones furent tracées suivant les frontières des États et provinces allemands du XIXe siècle, qui avaient largement disparu après l'unification de 1871. Par le protocole de Londres de 12 septembre 1944, les Alliés définirent trois zones couvrant chacune environ un tiers des territoires allemands : une zone britannique au nord-ouest, une zone américaine au sud et une zone soviétique à l'est. Une quatrième zone taillée dans les zones américaines et britanniques à l'ouest fut accordée à la France par la conférence de Yalta.
La division de l'Allemagne entra en vigueur le 1er juillet 1945. Du fait de leurs avancées rapides et inattendues dans le centre de l'Allemagne dans les dernières semaines de la guerre, des troupes américaines et britanniques occupaient de larges territoires assignés à la zone d'occupation soviétique. Le retrait des troupes occidentales fut suivi par la fuite de nombreux Allemands qui voulaient échapper à la prise de contrôle de leur zone par les Soviétiques.
Vers la fin de la guerre, les Alliés travaillèrent ensemble au sein du Conseil de contrôle allié pour l'Allemagne. La coopération entre les Alliés occidentaux et les Soviétiques s'arrêta néanmoins du fait de divergences de point de vue sur l'avenir économique et politique de l'Allemagne. En mai 1949, les trois zones d'occupation occidentales fusionnèrent pour former la République fédérale allemande (RFA) avec un gouvernement démocratiquement élu et une monnaie propre. La zone soviétique devint, en octobre de la même année, la République démocratique allemande (RDA) avec un pouvoir communiste.
Dès le départ, l'Allemagne de l'Ouest et les Alliés occidentaux rejetèrent la légitimité de l'Allemagne de l'Est. La RFA considérait que la citoyenneté allemande et les droits associés s'appliquaient également aux habitants de l'Allemagne de 1933. Un Est-Allemand qui s'échappait ou était livré à l'Ouest recevait automatiquement les mêmes droits que les habitants de l'Allemagne de l'Ouest dont une résidence et le droit de chercher un travail. Les citoyens est-allemands avaient donc des raisons pour rejoindre l'Ouest où ils jouiraient de plus grandes libertés individuelles et politiques.
La RDA chercha à définir son pays comme un État légitime et à représenter l'Allemagne de l'Ouest comme un territoire ennemi (feindliches Ausland) et un État capitaliste et semi-fasciste qui exploitait ses citoyens, voulait récupérer les territoires perdus du Troisième Reich et s'opposait au socialisme pacifique de la RDA.

### 1945-1952: la «Frontière verte»
Dans les premiers jours de l'occupation, les Alliés contrôlèrent le trafic entre les zones pour gérer le flux de réfugiés et empêcher l'évasion des anciens fonctionnaires nazis. Ces contrôles furent graduellement supprimés dans les zones occidentales, mais renforcés entre les zones Est et Ouest à partir de 1946 pour bloquer l'exode des réfugiés économiques et politiques de la zone soviétique. Entre octobre 1945 et juin 1946, 1,6 million d'Allemands quittèrent la zone soviétique pour l'Ouest.
La frontière entre les zones Est et Ouest devint de plus en plus étanche du fait de la détérioration des relations entre les Alliés occidentaux et les Soviétiques. À partir de septembre 1947, un régime de plus en plus strict fut imposé sur la partie orientale de la frontière. Le nombre de soldats soviétiques déployés le long de la limite fut augmenté et ils furent rejoints par des gardes-frontières appartenant à la nouvelle Volkspolizei (« police du peuple ») d'Allemagne de l'Est. De nombreux points de passage non officiels furent bloqués par des fossés et des barricades. Les Allemands de l'Ouest renforcèrent également la sécurité en créant en 1952 une force de 20 000 hommes, la Bundesgrenzschutz ou BGS, même si les troupes alliées (britanniques au nord et américaines au sud) conservaient la responsabilité de la sécurité militaire de la frontière.
Il était cependant encore relativement facile de traverser la frontière. Les riverains pouvaient vivre d'un côté de la frontière et travailler de l'autre. Les réfugiés pouvaient se faufiler ou corrompre les gardes et la contrebande de biens dans les deux directions était répandue. Malgré les efforts de sécurité de l'Allemagne de l'Est, le flux d'émigrants restait important et 675 000 personnes rejoignirent l'Allemagne de l'Ouest entre 1949 et 1952.

Phases de développement de la frontière
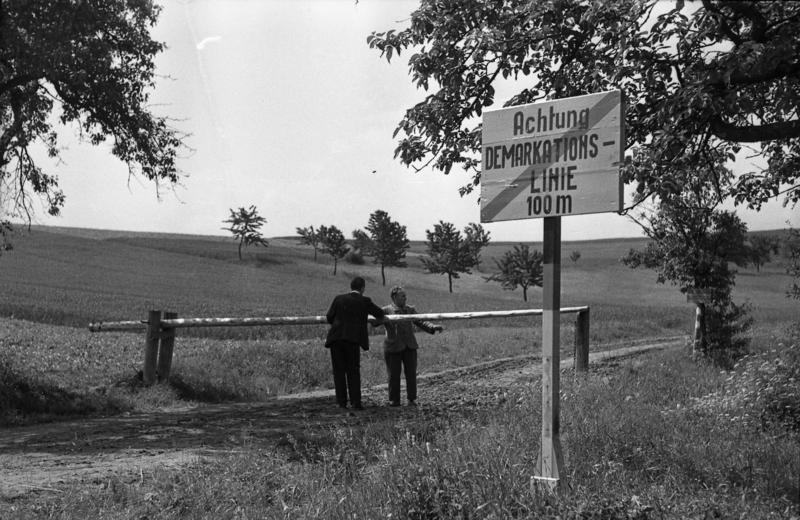
La frontière avant sa fortification près d'Ansbach en Thuringe en 1950.
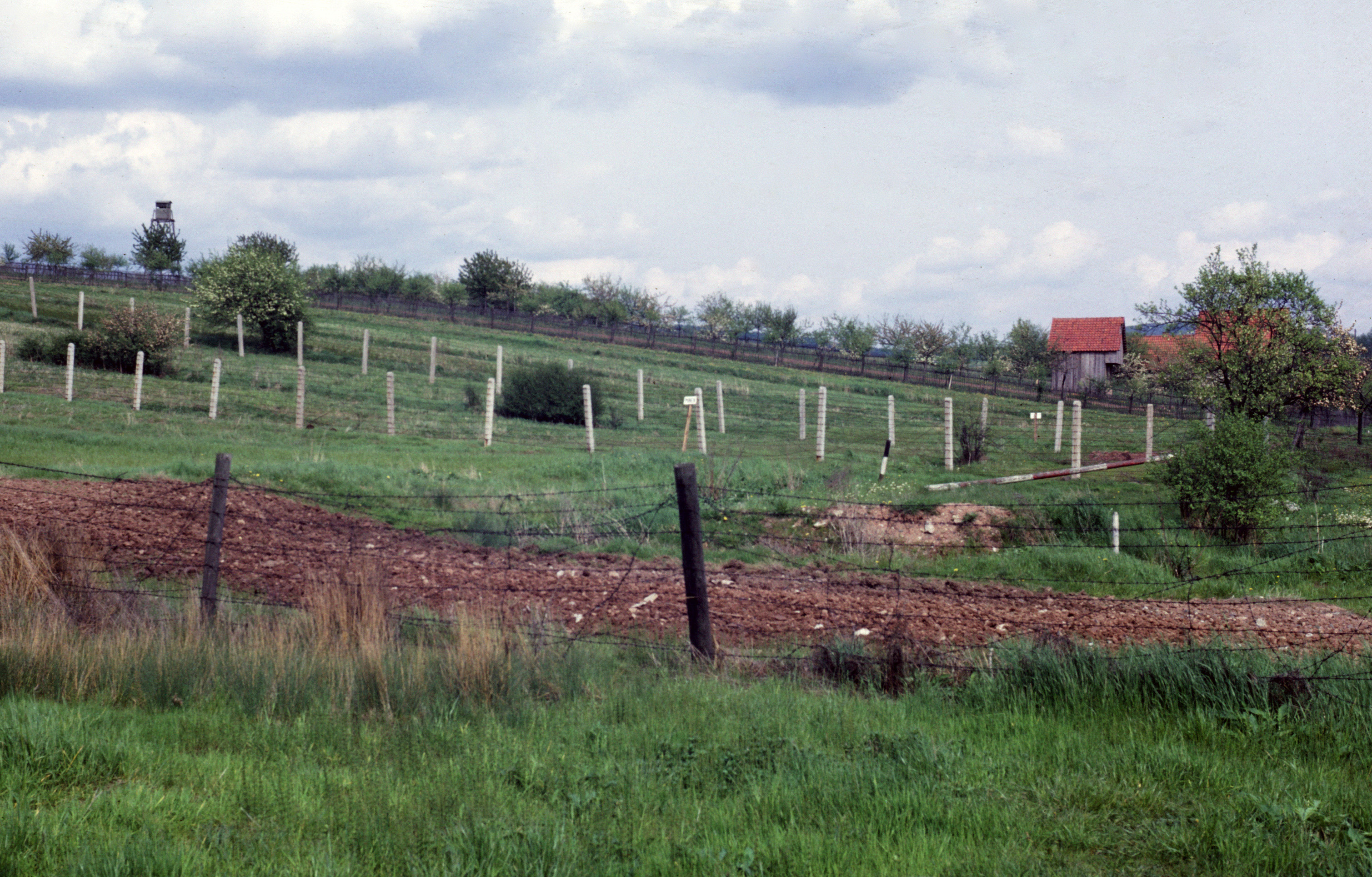
La frontière renforcée avec des miradors, des champs de mines et des barbelés en 1962.

### 1952-1967: le «Régime spécial»
L'ouverture relative de la frontière prit brutalement fin le 26 mai 1952 lorsque la RDA imposa un « régime spécial sur la ligne de démarcation » afin de bloquer les « espions, les divisionnistes, les terroristes et les contrebandiers ». Cette décision fut prise pour enrayer l'exode continu des habitants de RDA en âge de travailler.
Une bande labourée de 10 m de large fut créée sur toute la longueur de la frontière intérieure allemande. Une « bande de protection » (Sperrzone) supplémentaire de 500 m de large fut placée sous étroit contrôle. Une « zone réglementée dite "de Protection", » (Schutzzone) s'étendant jusqu'à 5 km derrière la frontière n'était accessible qu'avec un permis spécial. La végétation fut supprimée le long de la frontière pour dégager le champ de vision des gardes et éliminer les cachettes pour les candidats à l'exil. Les habitations le long de la frontière furent rasées, les ponts fermés et des barbelés furent installés à de nombreux endroits. Les agriculteurs pouvaient travailler dans leurs champs le long de la frontière uniquement de jour et sous la surveillance de gardes armés qui avaient le droit de tirer si leurs ordres n'étaient pas respectés.
Les communautés frontalières des deux côtés subirent de graves perturbations. Des fermes, des mines de charbon et même des maisons furent coupées en deux par la fermeture soudaine de la frontière,. Plus de 8 300 civils est-allemands vivant à proximité furent relogés de force dans le cadre d'un programme appelé « Action Vermine » (Aktion Ungeziefer). Trois mille autres, réalisant qu'ils allaient être expulsés de leurs maisons, s'enfuirent à l'Ouest. En juillet 1962, la totalité du littoral baltique de la RDA devint une zone frontalière soumise à des restrictions.
Les contrôles entre Berlin-Est et Ouest furent également fortement renforcés, même si la frontière restait ouverte. Les Allemands de l'Est pouvaient encore se rendre à Berlin-Ouest qui devint le principal passage pour les émigrants est-allemands. Entre 1949 et la construction du mur de Berlin en 1961, environ 3,5 millions d'Allemands de l'Est, un sixième de la population totale, émigrèrent à l'Ouest, dont la majorité via Berlin. Les voies ferrées entre Berlin-Est et d'autres zones importantes de l'Allemagne de l'Est transitaient par Berlin-Ouest et il était possible de rejoindre Berlin-Ouest en descendant d'un tel train. Cette configuration ferroviaire pouvait difficilement être modifiée, mais une nouvelle voie de 125 km de long fut construite autour de Berlin-Ouest et achevée en 1961.

### 1967-1989: la «Frontière moderne»

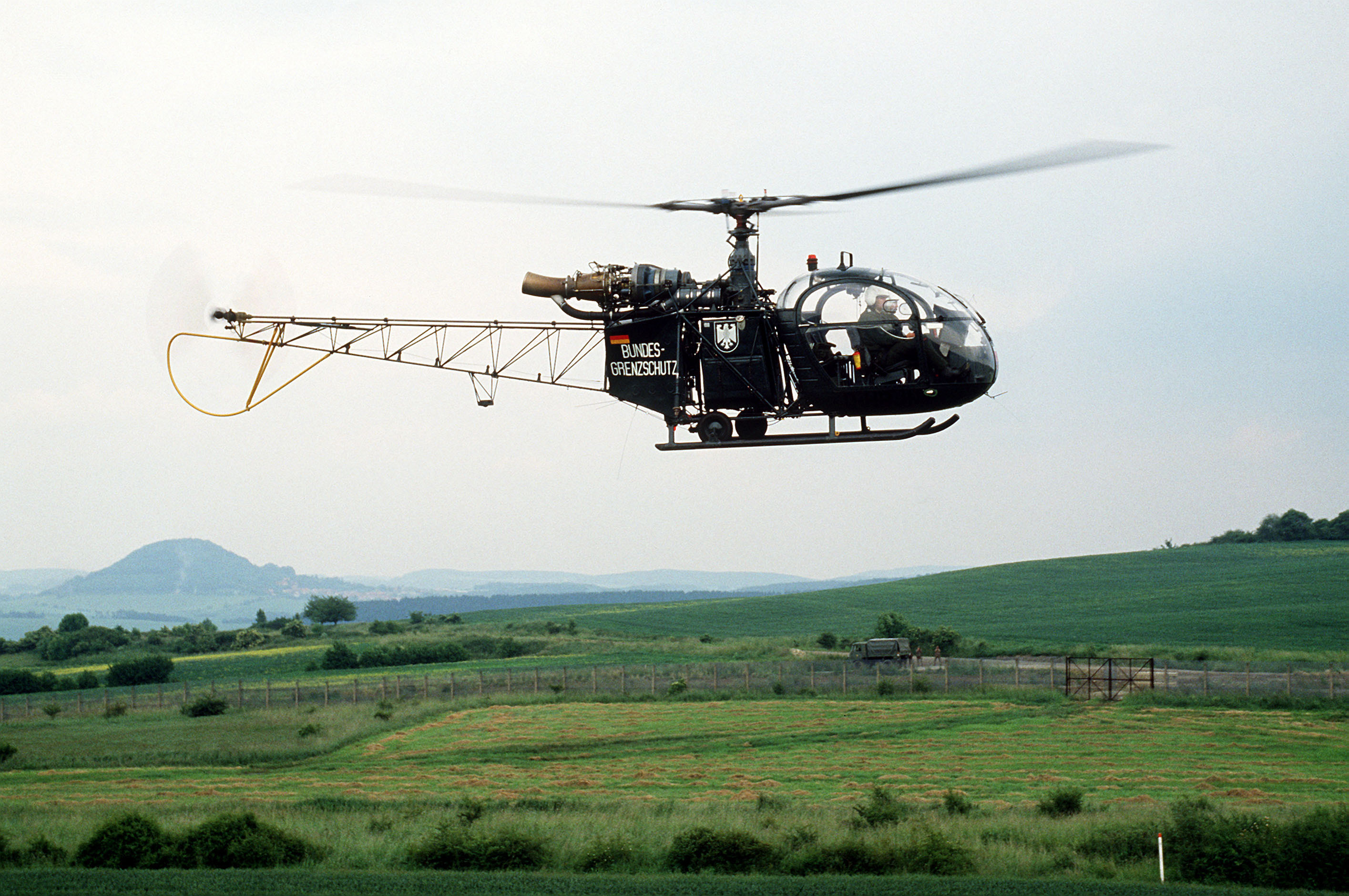
Un hélicoptère Alouette II de la Bundesgrenzschutz patrouille le long de la frontière intérieure, 1985.

La RDA décida d'améliorer les fortifications à la fin des années 1960 pour en faire une « frontière moderne » bien plus difficile à franchir. Les clôtures barbelées furent remplacées par des barrières grillagées plus difficiles à escalader ; des mines anti-personnelles directionnelles et des fossés anti-véhicules empêchaient le mouvement des personnes et des véhicules ; des détecteurs électriques et des fils de détente permettaient aux gardes de repérer les fugitifs ; des routes de patrouille permettaient des déplacements rapides vers tout point de la frontière et les tours en bois furent remplacées par des tours en béton et des bunkers d'observation.
La construction du nouveau système frontalier commença en septembre 1967. Près de 1 300 km de clôtures furent construites, généralement plus éloignées de la limite géographique que l'ancienne ligne de barbelés. Le programme d'amélioration se poursuivit jusqu'à la fin des années 1980. Le nombre de passages fut fortement réduit et passa d'environ 1 000 par an au milieu des années 1960 à environ 120 une décennie plus tard.
L'introduction de l'Ostpolitik (« politique vers l'Est ») par le chancelier ouest-allemand Willy Brandt à la fin des années 1960 réduisit les tensions entre les deux États allemands. Elle entraîna une série de traités et d'accords au début des années 1970 dans lesquels chacun des États reconnaissait la légitimité de l'autre et soutenait sa candidature à l'ONU,. La réunification restait un objectif pour l'Ouest mais, dans la réalité, il fut mis de côté par l'Allemagne de l'Ouest et complètement abandonné par l'Allemagne de l'Est,. De nouveaux points de passages furent établis et les contrôles est-allemands légèrement assouplis, même si les fortifications restaient en place.
En 1988, le gouvernement de la RDA envisagea des propositions pour remplacer ces fortifications, coûteuses et imposantes, par un système plus perfectionné appelé Grenze 2000. S'appuyant sur les technologies utilisées par l'Armée rouge en Afghanistan, ce système aurait permis de remplacer les clôtures par des capteurs et des détecteurs ; ce plan ne fut cependant jamais mis en place,.

## Impact social et économique

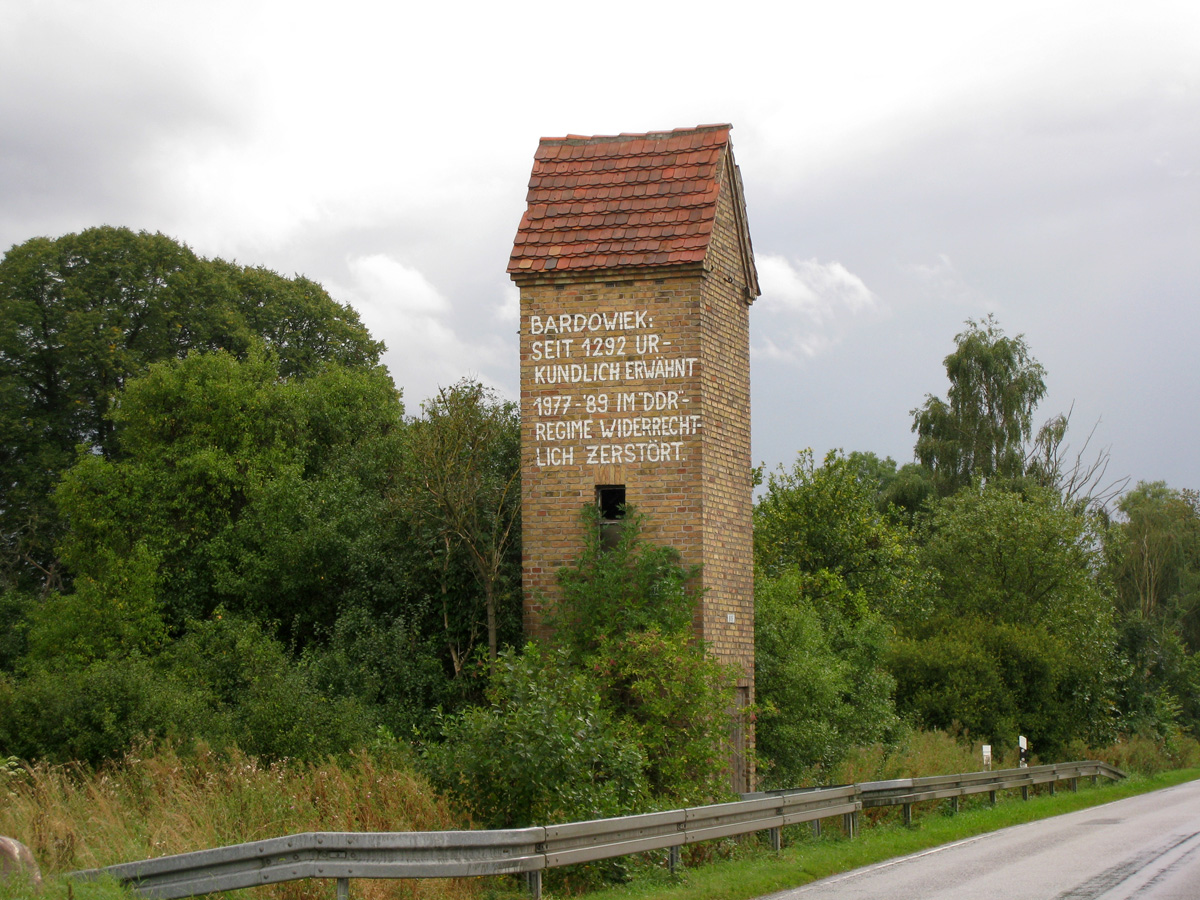
Tout ce qui reste du village frontalier est-allemand de Bardowiek, rasé dans les années 1970. L'inscription sur la tour électrique indique « Bardowiek : mentionné dans les documents historiques depuis 1292 ; détruit illégalement entre 1977 et 1989 par le régime de la RDA ».

La fermeture de la frontière eut un impact économique et social significatif dans les deux Allemagnes. Les voies de transport transfrontalières furent largement coupées ; 10 voies ferrées principales, 24 voies secondaires, 23 autoroutes ou routes nationales, 140 routes régionales et des milliers de chemins et de canaux furent bloqués ou interrompus. La fermeture la plus complète eut lieu en 1966 lorsque seulement six voies ferrées, trois autoroutes, une voie régionale et deux canaux restaient ouverts. Avec l'amélioration des relations entre les deux États dans les années 1970, la RDA autorisa la création de nouveaux points de passage en échange d'une aide économique. Les communications téléphoniques et postales furent possibles tout au long de la guerre froide, même si les lettres et les colis étaient régulièrement ouverts et que les appels téléphoniques étaient écoutés par la police secrète est-allemande.
L'impact économique fut particulièrement sensible dans de nombreuses communautés qui furent coupées de leurs marchés et de leurs arrière-pays, entraînant un déclin économique et démographique. Les deux États allemands répondirent au problème de manières différentes. L'Allemagne de l'Ouest subventionna largement ces communautés dans le cadre du programme « d'aide aux régions frontalières », une initiative lancée en 1971 pour les sauver d'une disparition totale. Les infrastructures et les entreprises firent également l'objet d'importants investissements de la part de l'État.
Les communautés est-allemandes furent bien plus durement touchées, car le pays était plus pauvre et le gouvernement imposa de fortes restrictions. La région frontalière fut progressivement dépeuplée du fait de la destruction de nombreux villages et du déplacement forcé de leurs habitants. Les villes frontalières firent l'objet de règles d'urbanisme draconiennes : les habitants n'avaient pas le droit de construire de nouveaux logements ou de réparer les bâtiments existants, ce qui entraîna une grave détérioration des infrastructures. L'État se contentait de fournir une aide égale à 15 % du salaire à ceux qui vivaient dans les deux zones tampons, Sperrzone et Schutzstreifen, ce qui n'empêcha pas la baisse de la population car les jeunes préféraient quitter la région pour trouver du travail et de meilleures conditions de vie.
La création de la zone frontalière, la construction et la maintenance des fortifications eurent un coût économiquement très élevé pour la RDA. La zone représentait 6 900 km2 —plus de 6 % du territoire— où l'activité économique était fortement encadrée ou disparut complètement. Le coût véritable du système frontalier était un secret bien gardé et même aujourd'hui, il reste encore inconnu. Les tours de guet BT-9 coûtaient chacune environ 65 000 marks est-allemands et les clôtures métalliques revenaient à 151 800 marks par kilomètre. La mise en place de la « frontière moderne » dans les années 1970 entraîna un accroissement important des dépenses de personnel. Le coût d'entretien annuel total des troupes frontalières de la République démocratique allemande passa de 600 millions de marks en 1970 à près d'un milliard en 1983. Au début de l'année 1989, les économistes est-allemands calculèrent que chaque arrestation d'un transfuge revenait à 2,1 millions de marks, trois fois la « valeur » moyenne de chaque travailleur pour l'État.

## Vues de la frontière

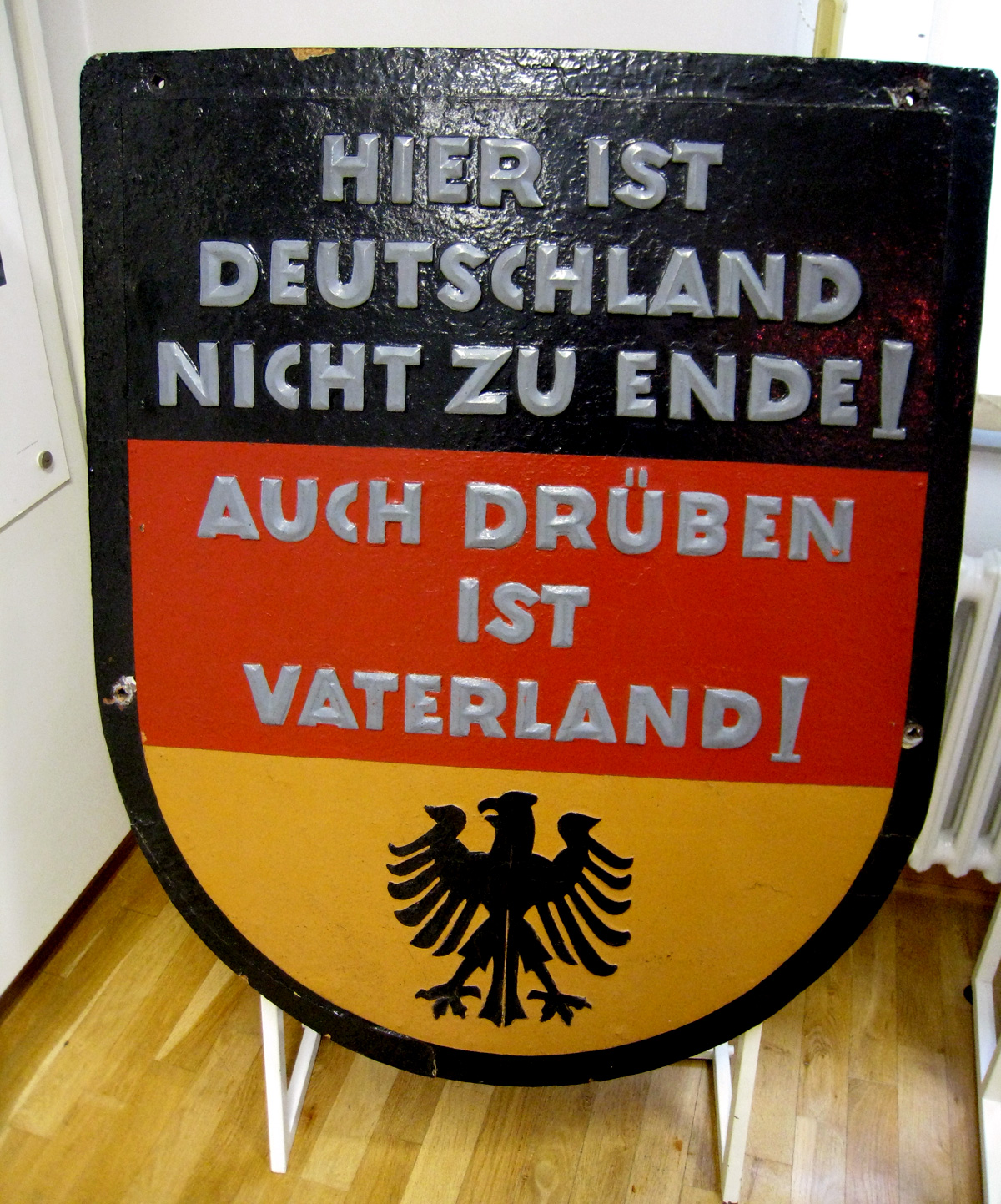
Panneau ouest-allemand : « L'Allemagne ne s'arrête pas ici : la mère patrie est également de l'autre côté ! »

Les deux gouvernements allemands défendirent deux visions très différentes de la frontière. La RDA la considérait comme la frontière internationale d'un État souverain et un rempart défensif contre l'agression occidentale. Dans Grenzer (« Garde-frontière »), un film de propagande est-allemand de 1981, les troupes ouest-allemandes et de l'OTAN étaient représentées comme des militaires sans pitié avançant vers l'Allemagne de l'Est. Les troupes frontalières interrogées dans le film décrivaient ce qu'elles considéraient comme la justesse de leur cause et la menace des agents, des espions et des agents provocateurs occidentaux. Leurs collègues tués sur la frontière étaient célébrés en héros et les écoliers de Berlin-Est saluaient leur mémoire.
Du côté occidental, les tracts de propagande faisaient référence à la frontière comme à la « ligne de démarcation de la zone d'occupation soviétique » et insistaient sur la cruauté et l'injustice de la division de l'Allemagne. Les panneaux du côté occidental de la frontière indiquaient « Hier ist Deutschland nicht zu Ende - Auch drüben ist Vaterland ! » (« L'Allemagne ne s'arrête pas ici : la mère patrie est également de l'autre côté!»).
Alors que la RDA éloignait ses civils de la frontière, l'Allemagne de l'Ouest encourageait activement le tourisme et certains lieux devinrent des attractions touristiques. Le village de Mödlareuth en Bavière, coupé en deux par un mur, en était un exemple. L'agence Associated Press rapporta en 1976 que les « touristes occidentaux venaient par bus entiers pour se faire photographier devant la dernière ville communiste fortifiée [et] les casemates bétonnées et les embrasures des bunkers dépassant d'une colline où paissaient les vaches de la coopérative ».
À Zimmerau en Bavière, une tour d'observation de 38 m (la Bayernturm) fut construite en 1966 pour permettre aux visiteurs d'observer l'Allemagne de l'Est au-delà des collines. Les habitants de la ville est-allemande de Kella en Thuringe devinrent eux-mêmes une attraction touristique dans les années 1970 et 1980. Un point d'observation appelé la « fenêtre sur Kella » fut installée sur une colline voisine depuis laquelle les touristes pouvaient voir au-delà de la frontière avec des jumelles et des télescopes. En 1975, une plage nudiste fut ouverte du côté occidental de la frontière près du port de Travemünde et les visiteurs cherchaient souvent à se faire photographier nu devant une tour d'observation est-allemande. Les Allemands de l'Ouest notèrent qu'il y avait « plus de mouvements sur cette tour d'observation depuis l'ouverture de la plage nudiste, ».

## Fortifications de la frontière

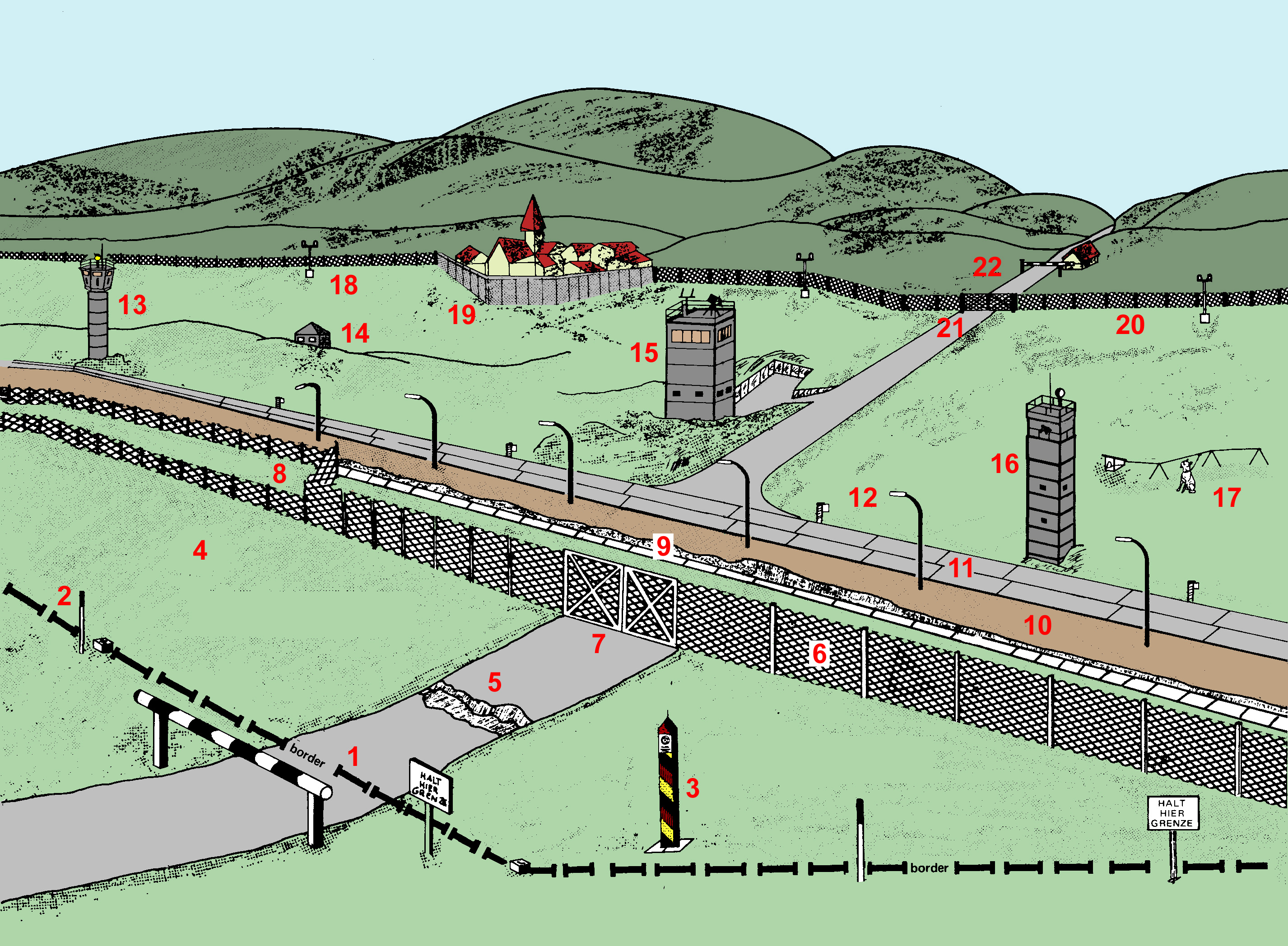
Diagramme annoté de la troisième génération du système frontalier est-allemand vers 1984

Le côté est-allemand de la frontière intérieure allemande possédait un système complexe de fortifications et de zones de sécurité s'étendant sur une longueur de 1 300 km et une profondeur de plusieurs kilomètres. Les fortifications furent créées en 1952 et atteignirent un pic de complexité et de létalité au début des années 1980. Les gardes frontières faisaient référence à la zone frontalière faisant face à la RDA comme à la freundwärts (littéralement « côté ami ») et celui faisant face à la RFA comme à la feindwärts (« côté ennemi »).

### Zone réglementée
Une personne tentant de franchir illégalement la frontière intérieure vers 1980 à partir de l'Est devait d'abord traverser la « zone de Protection» (Schutzzone). Il s'agissait d'une bande large de 5 km courant le long de la frontière dans laquelle l'accès était sévèrement réglementé. Ses habitants devaient présenter des permis spéciaux pour y entrer ou sortir, avaient l'interdiction de rejoindre d'autres villages de la zone et devaient respecter un couvre-feu nocturne,,. La zone n'était pas fermée, mais les routes d'accès étaient bloquées par des points de contrôle.
Du côté de la frontière, la Schutzzone était bordée par une clôture d'alarme (Signalzaun) composée d'une barrière grillagée de 1 185 km de long et de 2 m de haut. La clôture était doublée de rangées de barbelés légèrement électrifiés. Lorsqu'ils étaient touchés ou coupés, une alarme était activée pour alerter les gardes à proximité.

### Zone interdite
De l'autre côté de la clôture d'alarme se trouvait une « zone interdite» (Sperrzone), lourdement gardée, de 500 à 1 000 m de large, contiguë à la frontière. Elle était surveillée par des gardes stationnés dans des tours d'observation en bois, en métal ou en béton, construites à intervalles réguliers sur l'ensemble de la frontière. En 1989, près de 700 tours avaient été construites. Les plus grandes étaient équipées d'un projecteur rotatif de 1 000 W (Suchscheinwerfer) et d'embrasures permettant aux gardes de tirer sans avoir à sortir. Leurs entrées étaient toujours situées du côté oriental pour que les observateurs ouest-allemands ne puissent pas voir les gardes entrer ou sortir. Il existait également environ un millier de bunkers d'observation biplaces, le long de la frontière.

Tours et bunkers frontaliers est-allemands
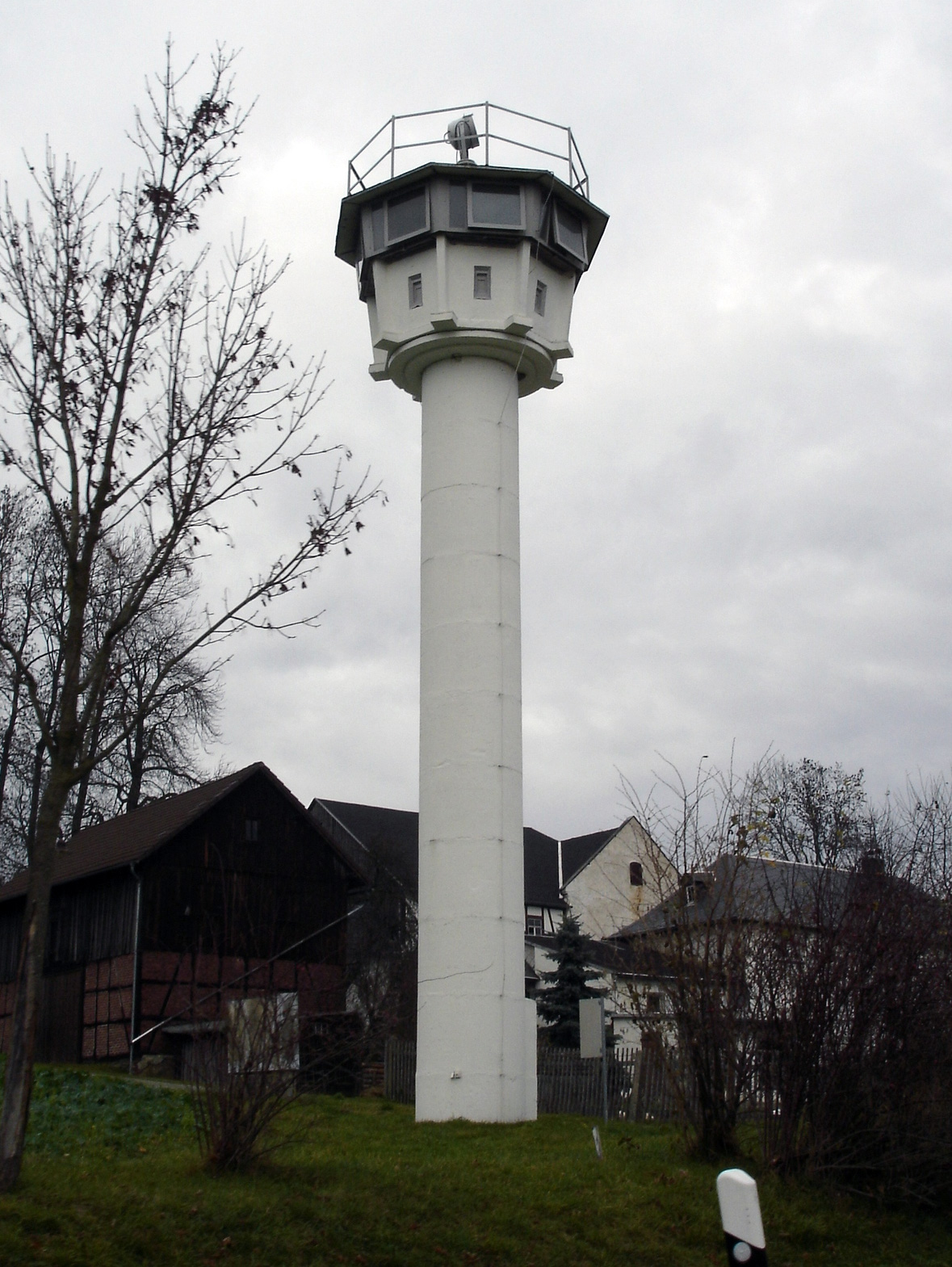
La BT-11 (Beobachtungsturm-11), une tour d'observation de 11 m de haut, introduite en 1969. Le sommet de la tour était instable et risquait souvent de s'effondrer.
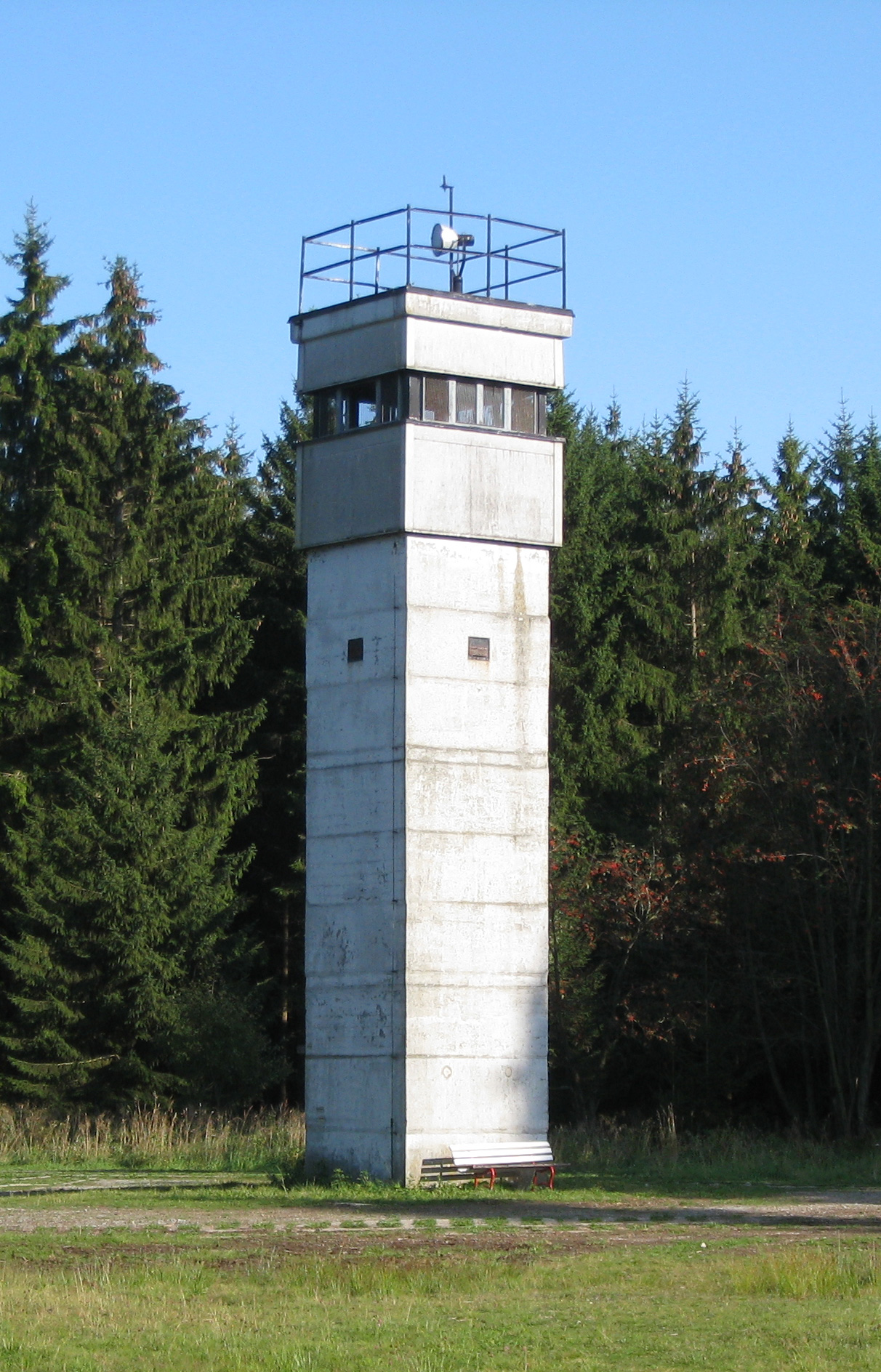
La BT-9 (Beobachtungsturm-9), une tour d'observation de 9 m, introduite au milieu des années 1970 pour fournir un remplaçant plus stable à la BT-11
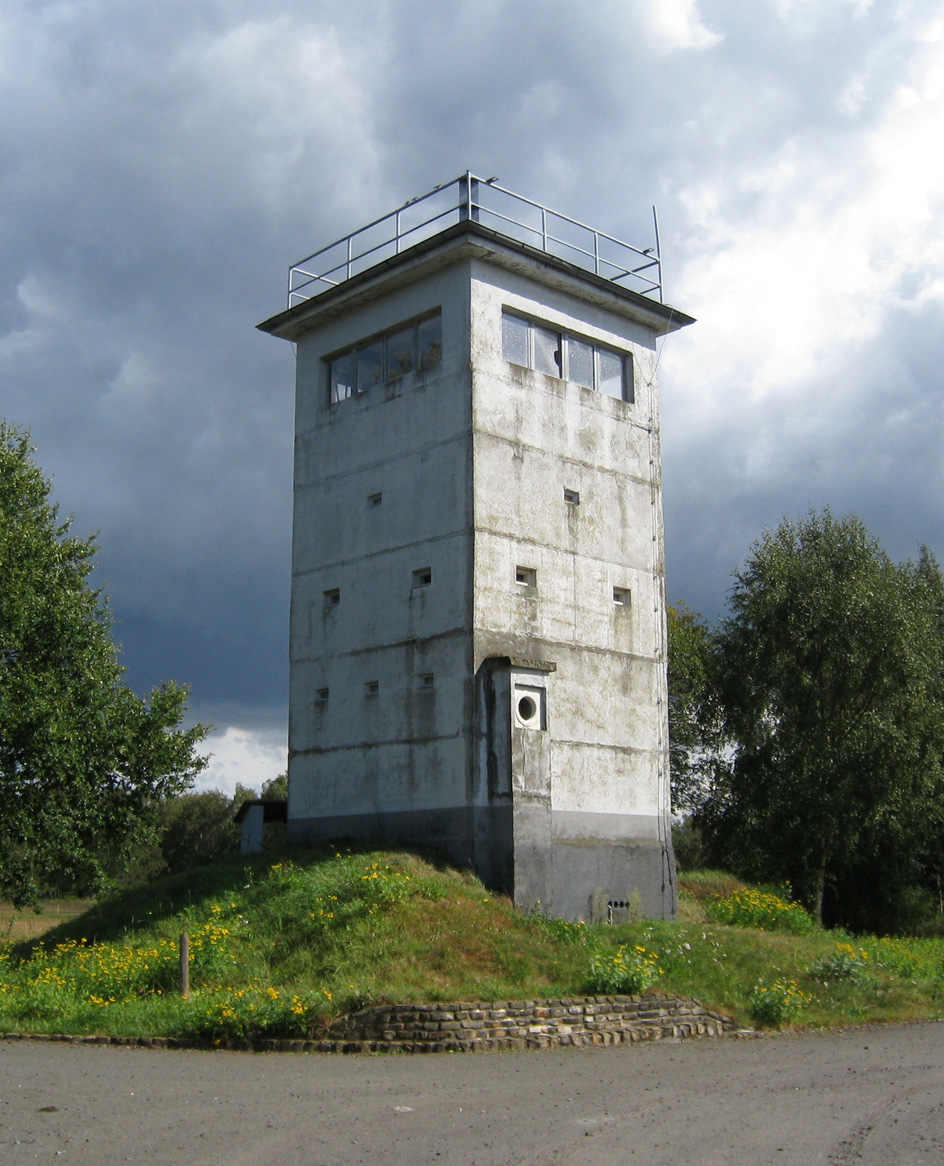
Une Führungsstelle ou Kommandoturm, une tour de 6 m possédant un poste d'observation et un centre de commandement
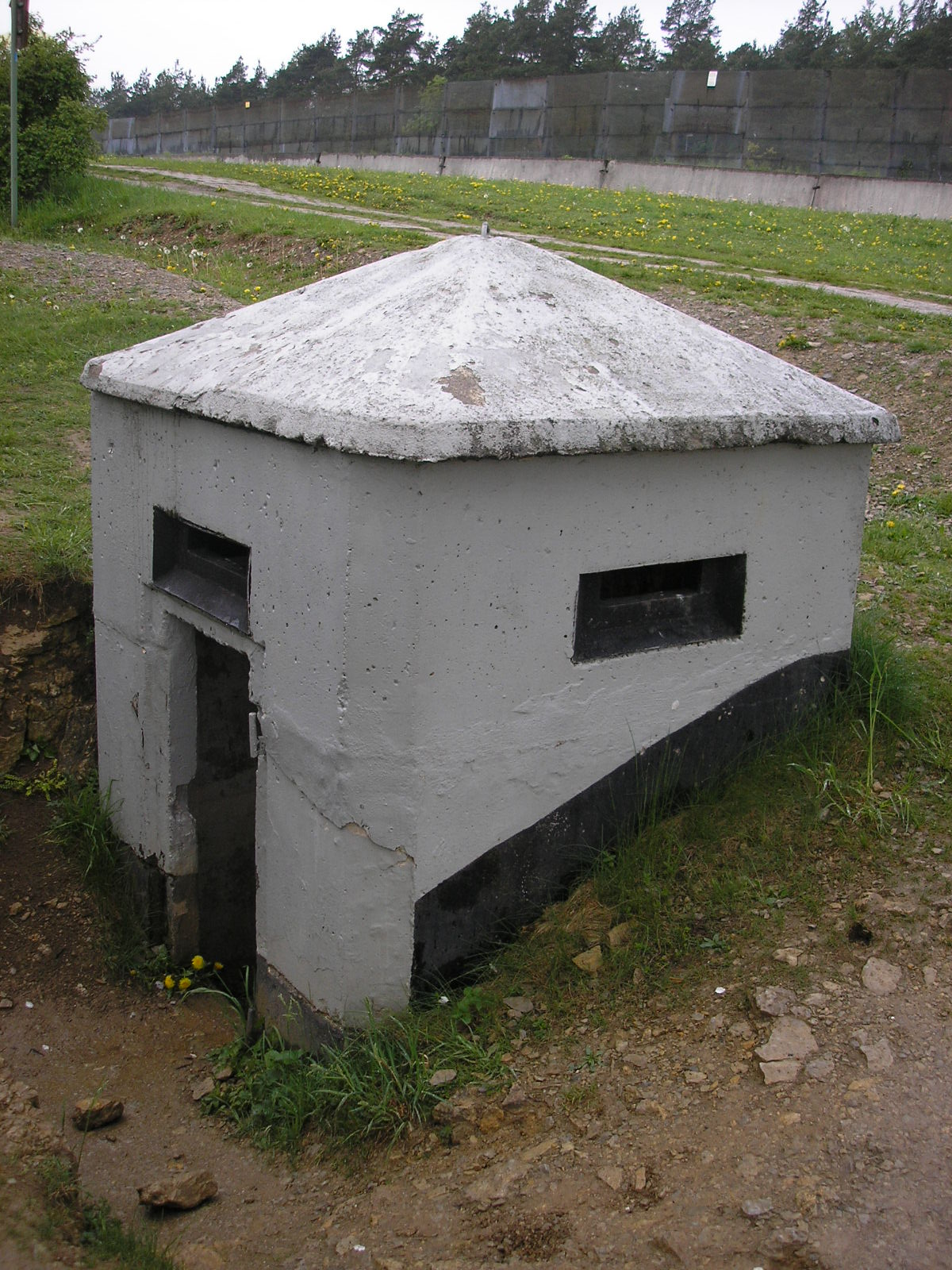
Un bunker d'observation, appelé Erdbunker, préservé au point Alpha, qui pouvait accueillir un ou deux gardes
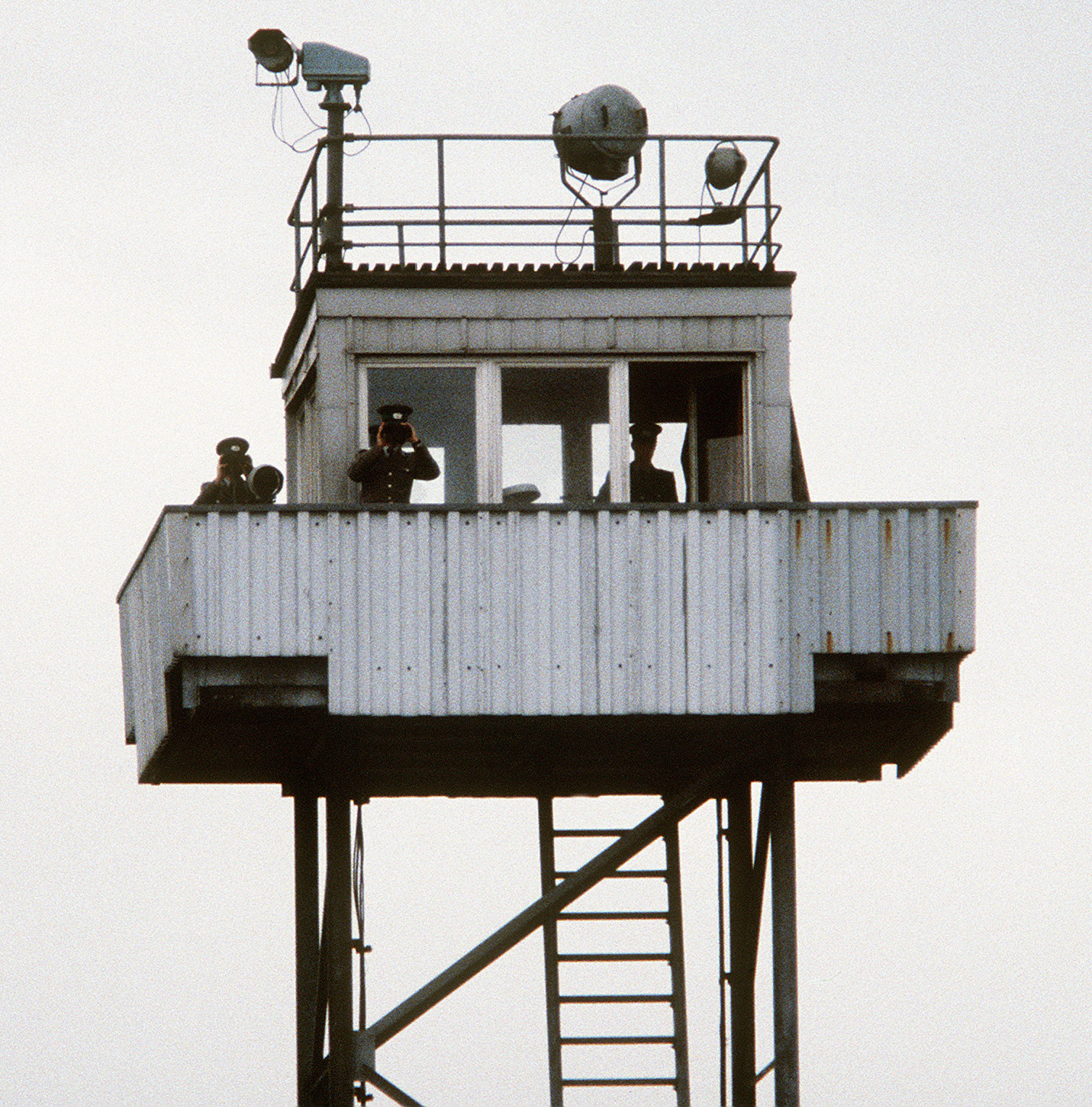
Une tour d'observation métallique pouvant accueillir trois gardes. Certaines tours de ce type étaient semi-portables et pouvaient être déplacées dans de nouveaux secteurs lorsque cela était nécessaire

Des chiens de garde servaient également à dissuader les fugitifs. Des Kettenlaufanlagen composés d'un câble de 100 m et d'un gros chien à son extrémité, étaient installés dans les secteurs sensibles de la frontière. Les chiens étaient parfois laissés en liberté dans des enclos temporaires, à côté des portes ou des sections endommagées de la clôture.

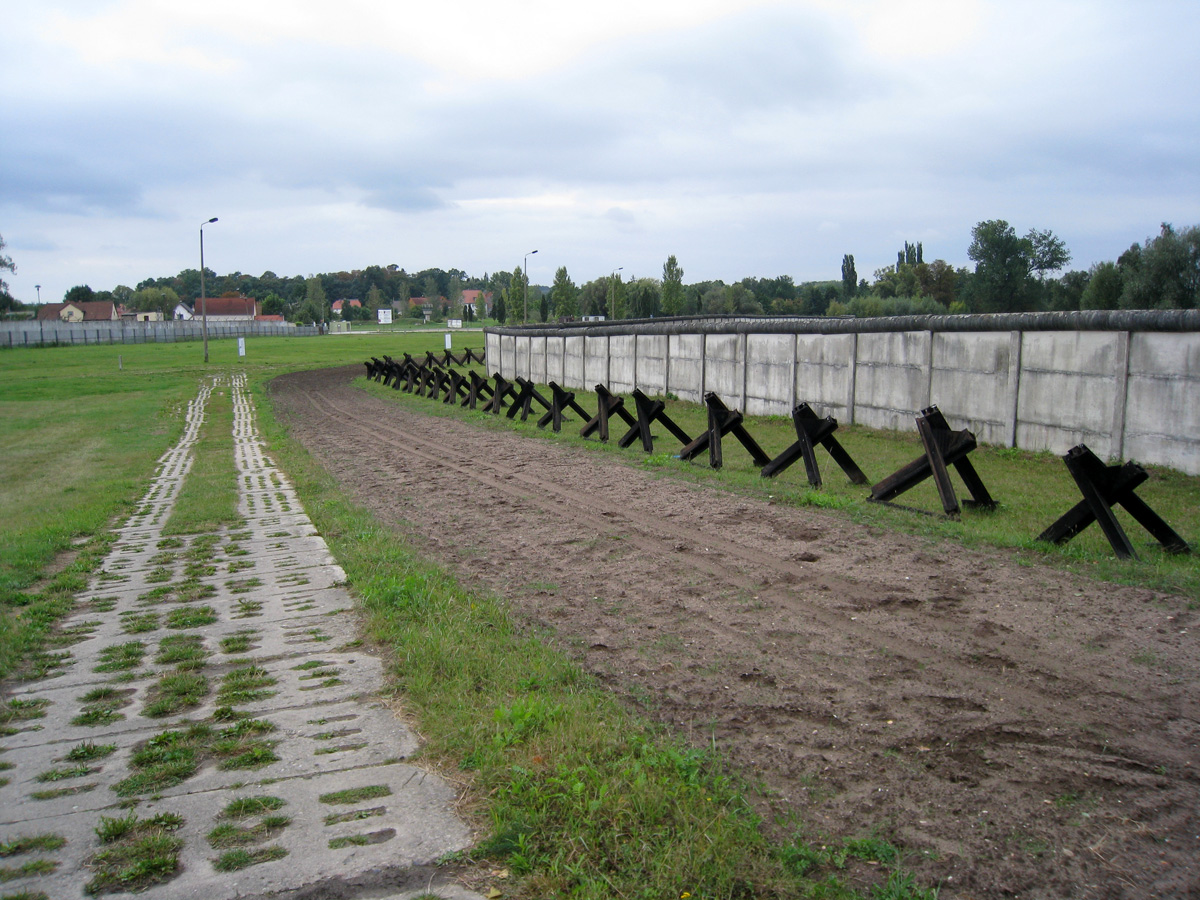
Section préservée de la frontière à Hötensleben. La route de patrouille est à gauche le long de la bande de contrôle principale. Des hérissons tchèques sont visibles à droite devant le mur de la frontière.

Les gardes empruntaient des chemins de patrouille (Kolonnenweg, littéralement « voie de colonne ») pour la surveillance et pour se rendre rapidement sur le lieu d'une tentative de franchissement. Ces chemins étaient formés de deux lignes parallèles de blocs de béton perforés, longeant la frontière sur environ 900 km.
À côté de la Kolonnenweg, on trouvait deux bandes de contrôle (Kontrollstreifen) formées d'une ligne de terre nue suivant les clôtures sur la quasi-totalité de la frontière. La bande secondaire « K2 », de 2 m de large, longeait la clôture d'alarme, tandis que la bande principale « K6 », de 6 m de large, se trouvait sur l'intérieur de la clôture ou du mur. Dans les endroits où la frontière était la plus vulnérable, les bandes de contrôle étaient illuminées par des projecteurs de forte puissance (Beleuchtungsanlage), également utilisés aux points où des rivières traversaient la frontière.
Toute personne tentant de traverser les bandes de contrôle laissait des traces de pas qui étaient rapidement repérées par les gardes. Cela permettait d'identifier des tentatives qui n'auraient pas été détectées autrement, de déterminer le nombre de fugitifs et d'identifier les emplacements et les horaires auxquels les tentatives étaient les plus nombreuses. Les gardes pouvaient donc déterminer si des patrouilles supplémentaires devaient être mises en place, si de nouveaux moyens de surveillance étaient nécessaires et s'il fallait construire de nouvelles fortifications.
Des obstacles anti-véhicules étaient installés sur l'autre côté de la bande de contrôle principale. À certains endroits, des hérissons tchèques, appelés Panzersperre ou Stahligel (« hérisson d'acier ») en allemand, étaient utilisés pour empêcher le franchissement de la frontière avec des véhicules. Ailleurs, des fossés en forme de V, appelés Kraftfahrzeug-Sperrgraben (KFZ-Sperrgraben) furent creusés sur 829 km de frontière et n'étaient absents que lorsque des obstacles naturels comme des rivières, des ravins ou des forêts épaisses rendaient ces barrières inutiles.

### Clôture, murs et champs de mines extérieurs
Les clôtures extérieures furent construites en plusieurs étapes à partir de la première fortification de la frontière en mai 1952. La première génération de clôtures était une simple clôture barbelée (Stacheldrahtzaun) de 1,2 à 2,5 m de haut rapidement construite presque immédiatement sur la frontière. Celle-ci fut remplacée à la fin des années 1950 par des rangées parallèles de barrières barbelées plus résistantes. Des fils barbelés concertina étaient parfois placés entre les barrières pour fournir un obstacle supplémentaire.

Clôtures et murs frontaliers est-allemands
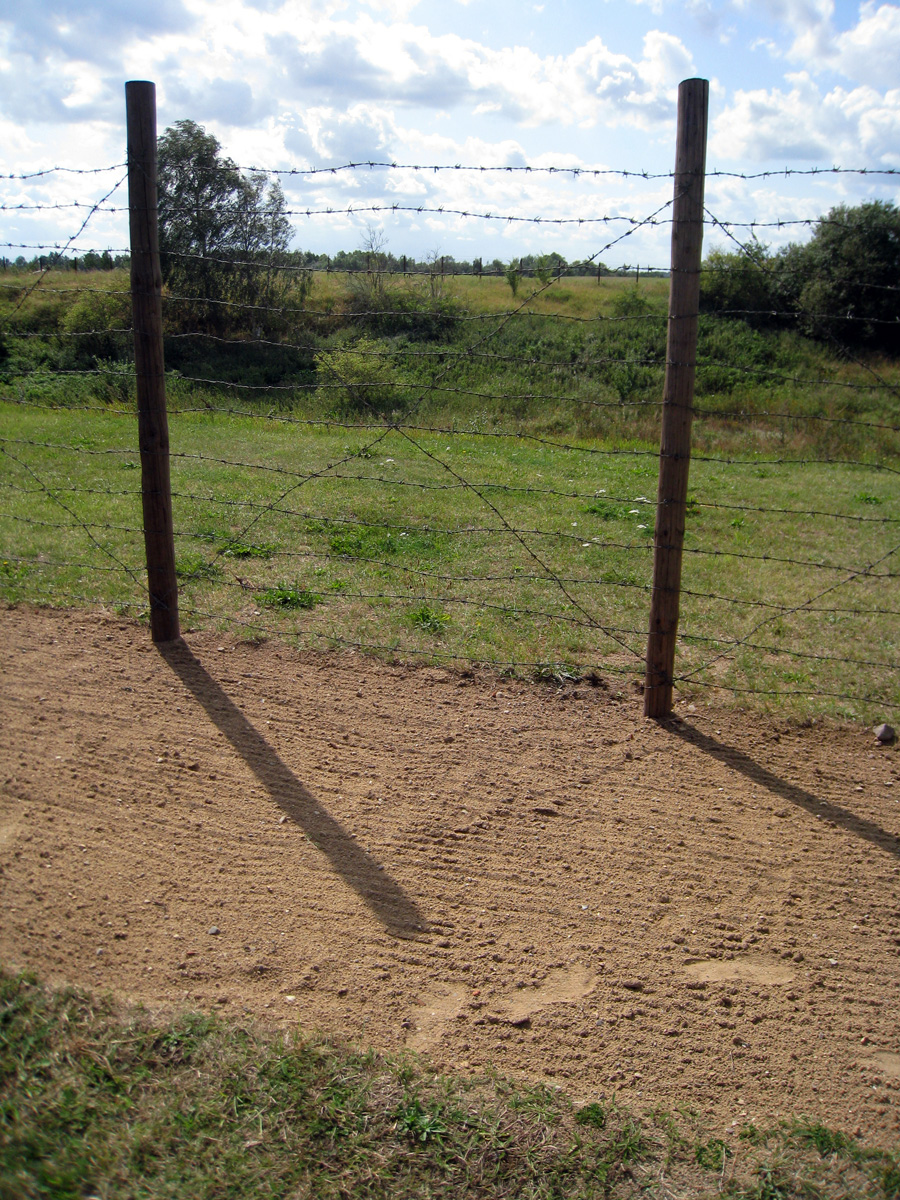
Reconstitution de la clôture de « première génération » construite en 1952 avec la bande de contrôle au premier plan
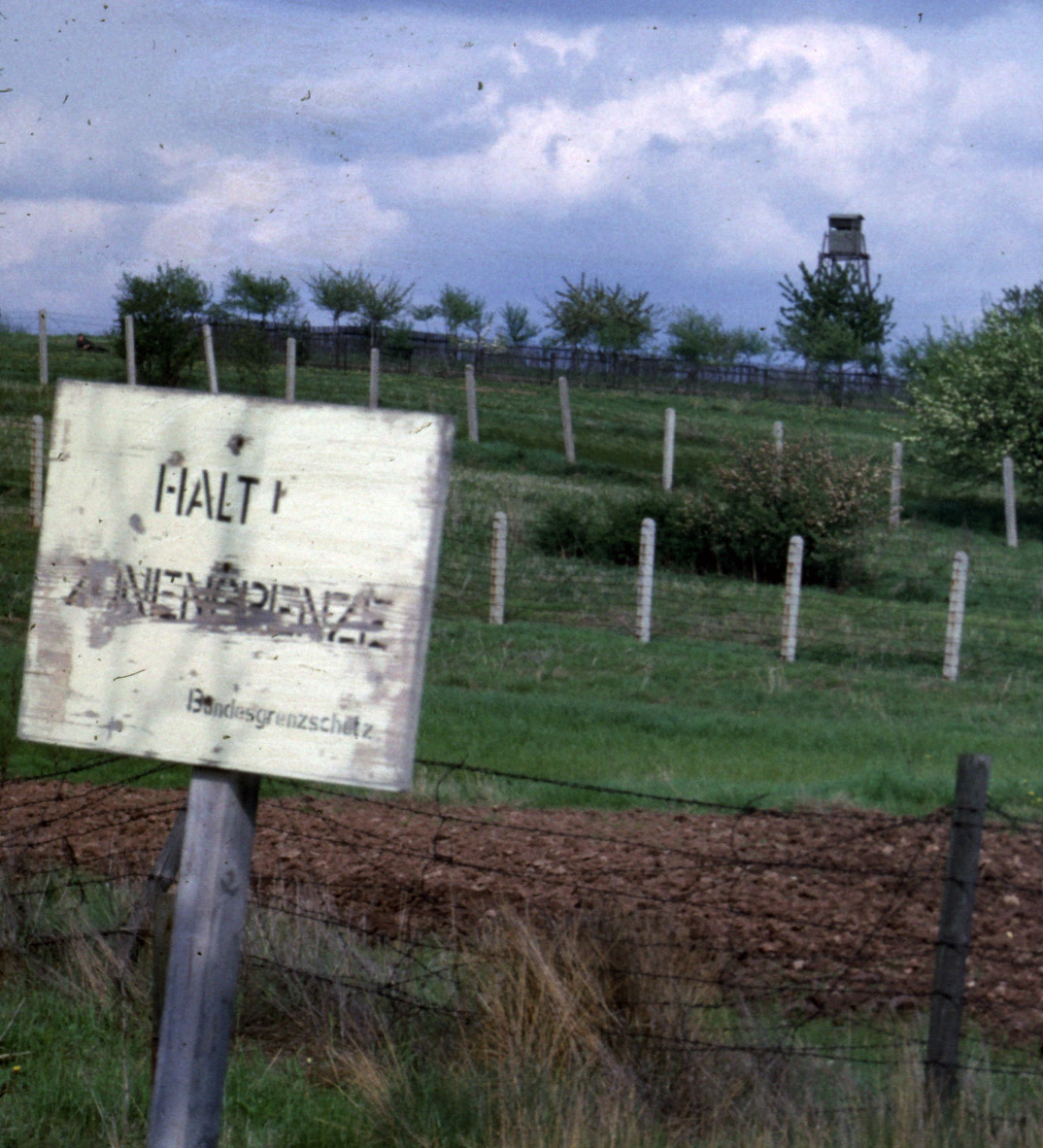
Clôtures de « seconde génération » en 1962 avec des barbelés délabrés au premier plan, une bande de contrôle, deux rangées de barbelés et une tour d'observation à l'arrière
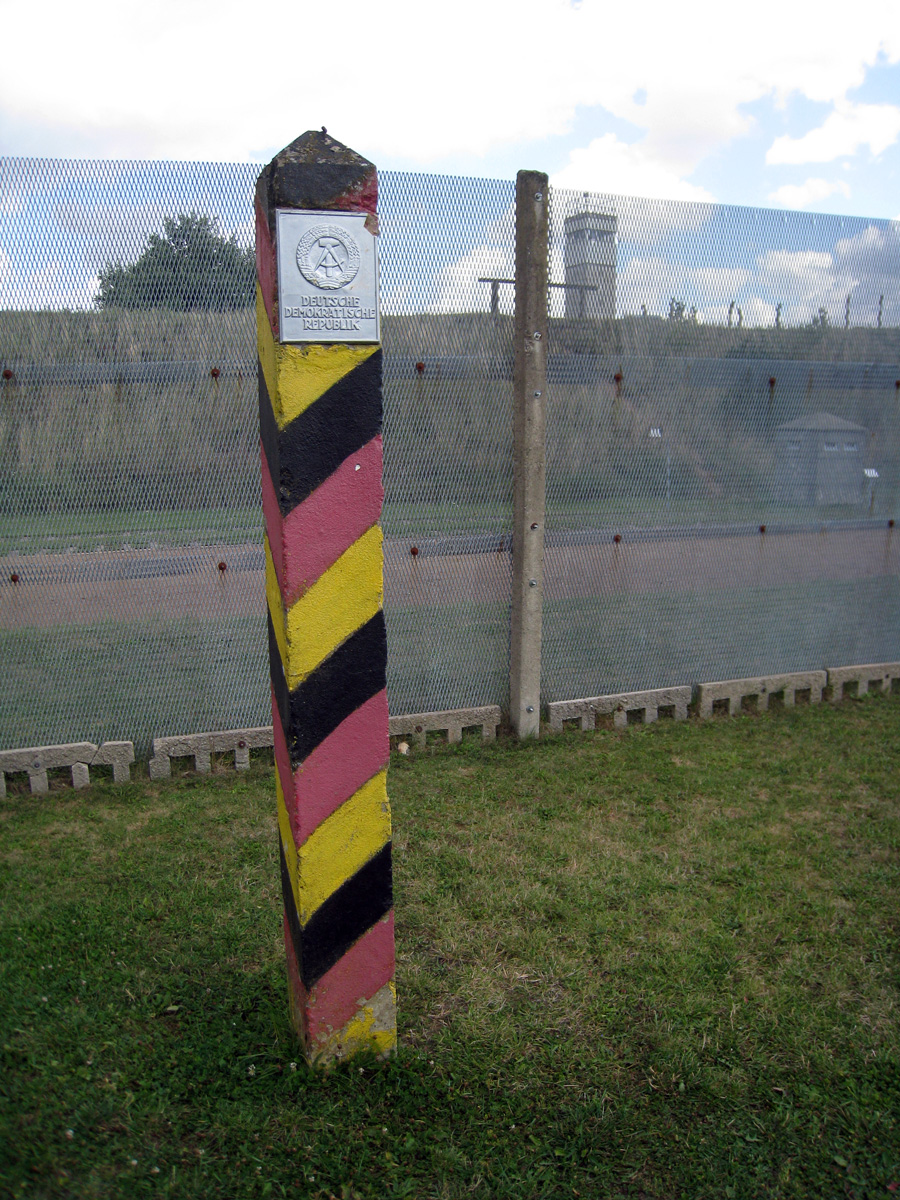
La clôture de « troisième génération » composée de barrières grillagées. Le poteau au premier plan marque l'emplacement de la frontière.

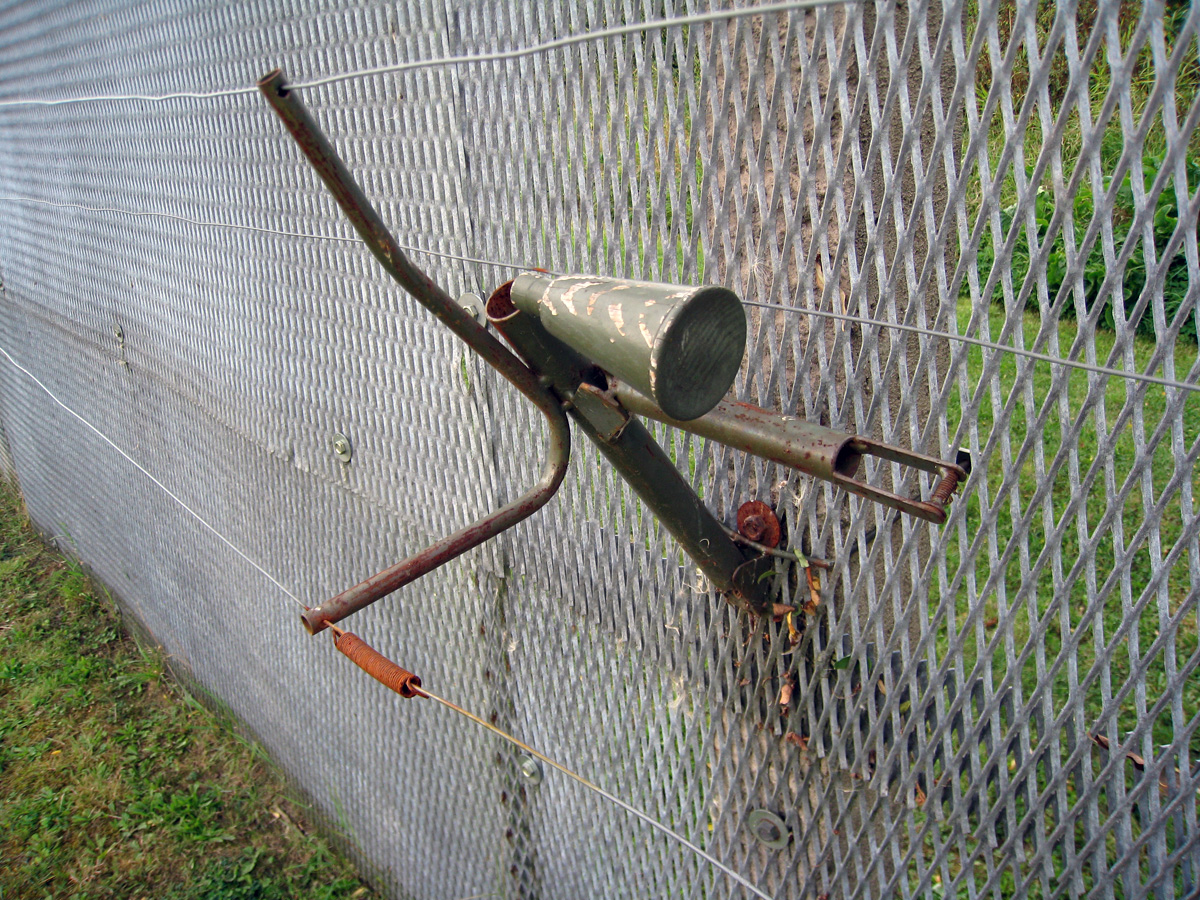
Le cône du dispositif piège SM-70 contient une charge explosive qui projetait des éclats lorsqu'il était activé.

Une clôture de « troisième génération », bien plus solide, fut installée dans le cadre d'un programme d'amélioration qui s'étendit de la fin des années 1960 aux années 1980. La ligne de clôture fut déplacée pour créer une bande entre la clôture et la ligne de frontière. Les barrières barbelées furent remplacées par une barrière composée de panneaux métalliques grillagés (Metallgitterzaun) de 3,2 à 4 m de haut. Les ouvertures dans le grillage étaient très coupantes pour empêcher les fugitifs de s'en servir pour escalader la barrière. Les panneaux étaient difficiles à abattre car ils se superposaient et ne pouvaient être coupés avec un coupe-câbles ou un coupe-boulons. Leur base était également enterrée pour empêcher le creusement d'un tunnel. Dans de nombreux endroits, des barrières plus légères (Lichtsperren) étaient composées d'un grillage et de barbelés. Les clôtures étaient continues mais il était possible de les franchir en de nombreux endroits. Des portes étaient présentes pour que les gardes puissent patrouiller le long de la ligne et que les techniciens puissent réparer les clôtures.
À certains endroits, les villages contigus à la frontière étaient clôturés par des panneaux en bois (Holzlattenzaun) ou en béton (Betonsperrmauern) de 3 à 4 m de haut. Les fenêtres des bâtiments à proximité de la frontière étaient murées et les bâtiments jugés trop proches furent détruits. Ces barrières n'étaient présentes que sur 29,1 km de la frontière en 1989.
Des mines anti-personnelles furent installées sur la moitié de la frontière à partir de 1966. Dans les années 1980, plus d'1,3 million de mines avaient été posées. De plus, la clôture extérieure fut, à partir des années 1970, piégée avec environ 60 000 mines directionnelles SM-70 (Splittermine-70). Activée par un fil de détente, une charge explosive projetait des shrapnels le long de la clôture et était mortelle jusqu'à environ 25 m. Ces mines furent finalement retirées au cours des années 1980 du fait de la condamnation internationale du gouvernement est-allemand.

### Ligne de frontière
Jusqu'à la fin des années 1960, les fortifications étaient construites presque jusque sur la ligne de frontière. Lors de la construction des fortifications de troisième génération, les clôtures furent retirées vers l'arrière de 20 m à 2 km. Cela donnait aux gardes un champ de tir dégagé qui leur permettait de cibler les fugitifs sans que les tirs n'entrent en territoire ouest-allemand et créait une zone tampon où les techniciens pouvaient assurer l'entretien des clôtures. L'accès à cette bande extérieure était très sévèrement contrôlé pour s'assurer que les gardes eux-mêmes ne soient pas tentés de s'échapper. Bien qu'elle ait souvent été décrite par les sources occidentales comme un « no man's land », cette zone était de jure entièrement un territoire est-allemand où les fugitifs pouvaient être arrêtés ou abattus.

Ligne frontalière entre la RDA et la RFA
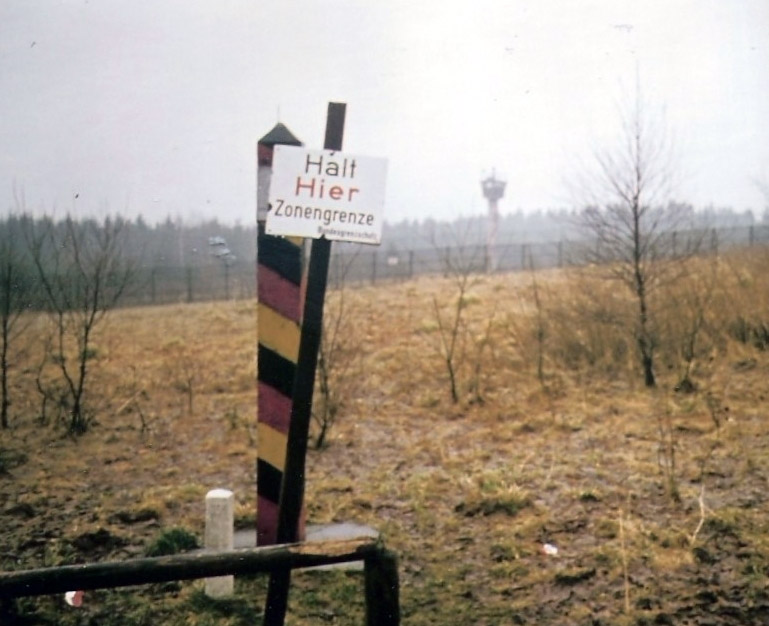
Un poteau ouest-allemand avec un panneau d'avertissement marque l'emplacement de la frontière
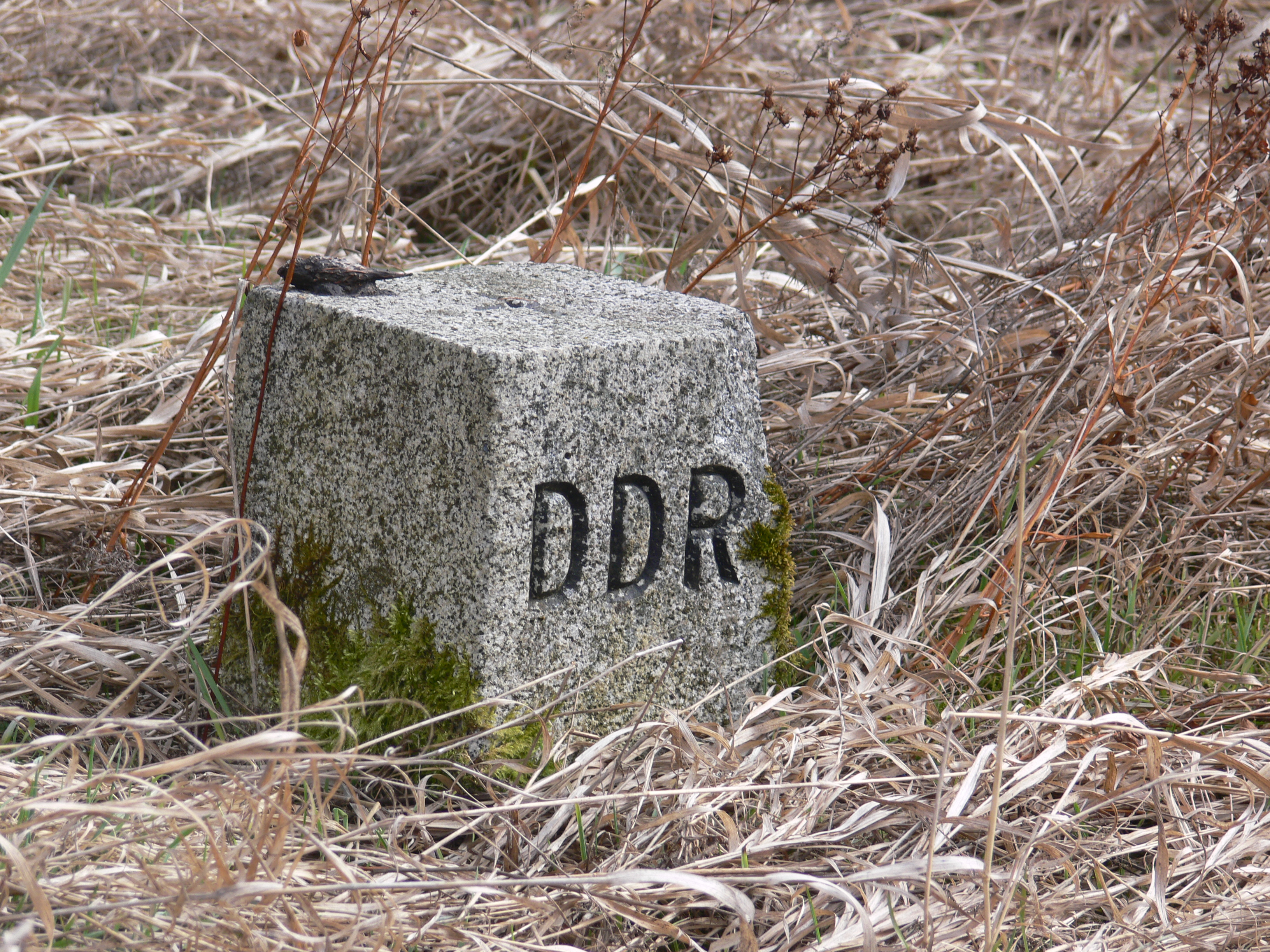
Une borne est-allemande porte l'inscription « DDR » (Deutsche Demokratische Republik) gravé sur son côté occidental
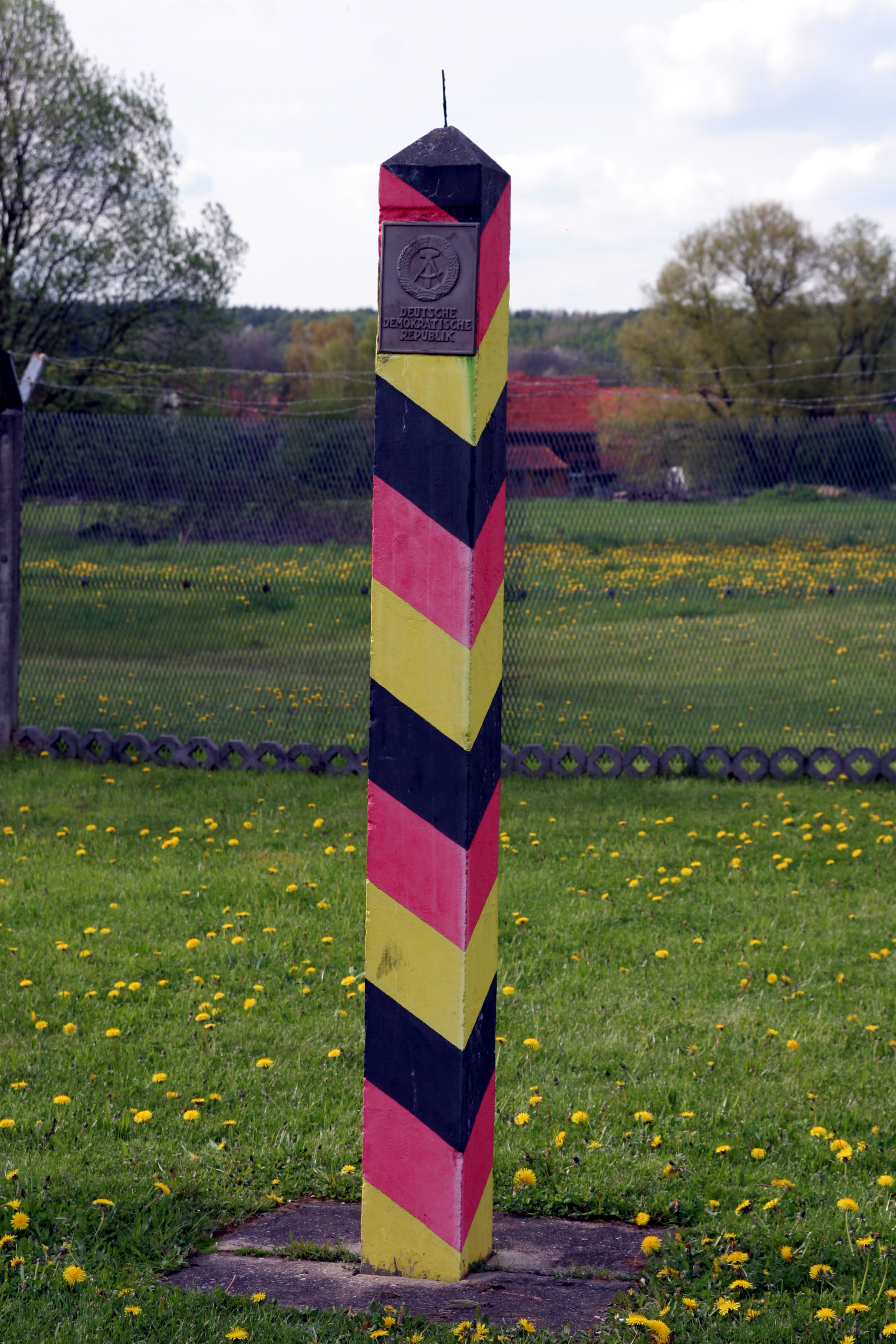
Un poteau est-allemand caractéristique marque l'emplacement de la frontière

La véritable ligne frontalière entre les deux Allemagne était située à l'extrémité de la bande extérieure. Elle était repérée par des bornes de granite (Grenzsteine) portant les lettres « DDR » gravées sur leur face donnant sur l'ouest. Environ 2 600 poteaux est-allemands caractéristiques (Grenzsäule or Grenzpfähle) furent installés juste derrière la frontière à des intervalles d'environ 500 m. Un panneau métallique portant les armoiries de la République démocratique allemande (Staatsemblem) était fixé sur le côté donnant sur l'Allemagne de l'Ouest.
Du côté ouest-allemand, il n'y avait aucune fortification et dans de nombreuses zones, il n'existait même pas de routes de patrouille. Des panneaux d'avertissement (Grenzschilder) portant des inscriptions comme Achtung! Zonengrenze! (« Danger ! Zone frontière ! ») ou Halt! Hier Zonengrenze (« Stop ! Ici zone frontière ») étaient néanmoins présents. Des panneaux en allemand et en anglais indiquaient la distance de la frontière pour éviter des franchissements accidentels. Les personnels militaires étrangers n'avaient pas le droit d'approcher la frontière pour éviter des accrochages ou des incidents. Aucune restriction n'était imposée aux civils ouest-allemands qui pouvaient aller jusqu'à la ligne de frontière et aucun obstacle ne les empêchait de la traverser.

## Frontière maritime de l'Allemagne de l'Est
Le système frontalier est-allemand s'étendait également le long de la côte baltique, surnommée « frontière bleue » ou frontière maritime de la RDA. Le littoral était partiellement fortifié le long de l'embouchure orientale de la rivière Trave en face du port ouest-allemand de Travemünde. Des tours d'observation, des murs et des clôtures longeaient la côte marécageuse pour dissuader les fugitifs et des vedettes rapides patrouillaient en mer. La ligne continue de la frontière intérieure allemande se terminait sur la péninsule de Priwall et de là jusqu'à Boltenhagen, 15 km de littoral de la baie du Mecklembourg faisaient partie de la « bande de protection » ou Schutzgebiet. Des contrôles de sécurité étaient appliqués sur le reste de la côte depuis Boltenhagen jusqu'à Altwarp sur la frontière polonaise ainsi que sur les îles de Poel, Rügen, Hiddensee et Usedom.
La RDA mit en place un grand nombre de mesures de sécurité le long de son littoral pour empêcher les tentatives d'évasion. Le camping et l'accès aux navires étaient sévèrement limités et 27 tours d'observation furent construites sur la côte. Si un potentiel fugitif avait été repéré, des vedettes rapides étaient déployées pour l'intercepter. Des patrouilles armées équipées de puissants projeteurs surveillaient les plages.
Les fugitifs tentaient de rallier la côte ouest-allemande de la baie du Mecklembourg, les îles danoises de Lolland et de Falster ou simplement la haute mer dans l'espoir d'être recueillis par un navire. L'évasion par la mer Baltique était cependant très dangereuse et on estime que 189 personnes ont péri en tentant de la traverser.
Certains tentaient de s'échapper en sautant des navires est-allemands amarrés dans les ports de la Baltique. Il y avait tellement de tentatives de ce type que les capitaines de port danois installèrent des équipements de sauvetage supplémentaires sur les quais où se trouvaient les navires est-allemands. Le gouvernement est-allemand répliqua en stationnant des Transportpolizei (Trapos) armés sur les navires de passagers. En août 1961, les Trapos causèrent un incident international dans le port danois de Gedser lorsqu'ils tabassèrent un candidat à l'évasion et ouvrirent le feu, touchant un navire danois dans le port. Le lendemain, des milliers de Danois manifestèrent contre les « méthodes de la Vopo (Volkspolizei) ». Cette voie d'évasion fut finalement coupée par le renforcement des restrictions à la liberté de déplacement déjà réduite de la population est-allemande.

## Frontière fluviale
La frontière suivait également le cours de trois grands cours d'eau du centre de l'Allemagne : l'Elbe entre Lauenburg et Schnackenburg (environ 95 km), la Werra et la Saale. Ces limites fluviales étaient particulièrement problématiques. Si les Alliés occidentaux et l'Allemagne de l'Ouest considéraient que la frontière se trouvait sur la rive orientale, les Allemands de l'Est et les Soviétiques considéraient qu'elle était au milieu du cours d'eau. En pratique, les cours d'eau étaient divisés en deux parts égales mais les voies de navigation franchissaient souvent la frontière. Cela entraîna de nombreuses confrontations tendues car les navires ouest- et est-allemands cherchaient à asseoir leur droit de libre-navigation sur les cours d'eau.
Les cours d'eau étaient aussi lourdement gardés que les autres parties de la frontière. Sur l'Elbe, l'Allemagne de l'Est entretenait une flottille de trente patrouilleurs et l'Allemagne de l'Ouest avait seize navires douaniers. La frontière fluviale était étroitement surveillée et de nombreux fugitifs se noyèrent en tentant de la traverser. De nombreux ponts détruits dans les derniers mois de la Seconde Guerre mondiale restèrent en ruines et les autres ponts survivants furent bloqués ou détruits du côté est-allemand. Il n'y avait aucun transport de passagers d'une rive à l'autre et les barges de transport étaient rigoureusement inspectées par les gardes frontières de la RDA. Pour éviter les tentatives d'évasion, les rives est-allemandes étaient barricadées par une ligne continue de clôtures métalliques et des murs de béton. À Rüterberg, sur l'Elbe, les fortifications frontalières encerclaient complètement le village et isolaient ses habitants du reste de l'Allemagne de l'Est ainsi que de l'Allemagne de l'Ouest.

## Troupes frontalières
La frontière était surveillée par des dizaines de milliers de militaires, de paramilitaires et de civils de l'Allemagne de l'Est comme de l'Ouest, ainsi que par des unités britanniques, américaines et initialement soviétiques.

### Allemagne de l'Est
À la fin de la Seconde Guerre mondiale, le côté oriental de la frontière était initialement surveillé par les troupes frontalières (Pogranichnyie Voiska) du NKVD soviétique (devenu par la suite le KGB). Elles furent complétées par une force paramilitaire recrutée localement, la police frontalière allemande (Deutsche Grenzpolizei ou DGP), avant que les Soviétiques ne cèdent le contrôle complet de la frontière aux Allemands de l'Est en 1955/1956. En 1961, la DGP fut transformée en une composante militaire au sein de l'Armée populaire nationale (Nationale Volksarmee, NVA). Les nouvelles troupes frontalières de la République démocratique allemande (Grenztruppen der DDR, communément surnommées Grenzer) furent placées sous le commandement frontalier de la NVA ou Grenzkommando. Ces unités étaient responsables de la défense des frontières avec l'Allemagne de l'Ouest, la Tchécoslovaquie, la Pologne, la mer Baltique et Berlin-Ouest. À leur maximum, les Grenztruppen comptèrent jusqu'à 50 000 soldats.
La moitié environ des Grenztruppen étaient des conscrits, une proportion inférieure à celle présente dans les autres branches de l'armée est-allemande. De nombreuses recrues potentielles étaient écartées, car jugées peu fiables comme les individus actifs religieusement ou ceux ayant des proches en Allemagne de l'Ouest. Tous ces appelés étaient soumis à un étroit contrôle pour s'assurer de leur loyauté et recevaient une formation idéologique intensive
.
Des hommes d'une unité spéciale de la Stasi, la police secrète, furent déployés de 1968 à 1985 au sein des Grenztruppen, en se faisant passer pour de simples gardes-frontières, afin de repérer les transfuges potentiels. On estime qu'un officier sur dix et un soldat sur trente avaient été recrutés par la Stasi pour servir d'informateur. La Stasi interrogeait régulièrement les gardes et rédigeait un rapport sur chacun d'eux. Ses agents étaient directement responsables de certains aspects de la sécurité et ils étaient par exemple chargés de contrôler les passeports aux points de passage.
Les Grenztruppen étaient étroitement contrôlés pour qu'ils ne puissent pas profiter de leur savoir pour s'échapper. Les patrouilles et les postes d'observation comprenaient toujours deux ou trois hommes. En aucune circonstance, ils n'avaient le droit de sortir du champ de vision de leurs collègues. Si un garde tentait de s'échapper, ses collègues avaient pour consigne de l'abattre sans hésitation et sans tir de sommation. Néanmoins environ 2 500 gardes réussirent à s'échapper à l'Ouest, et 5 500 furent arrêtés pour avoir tenté de s'enfuir et emprisonnés pour des durées allant jusqu'à cinq ans. Certains furent abattus et blessés lors de leur tentative.
Le travail des gardes comprenait la réparation des défenses, la surveillance de la zone depuis les postes d'observation et la réalisation de plusieurs patrouilles par jour. Les soldats de reconnaissance frontalière (Grenzaufklärungszug ou GAK), une unité de reconnaissance d'élite, menait des patrouilles et des missions de renseignement du côté occidental de la clôture. Les visiteurs occidentaux étaient régulièrement photographiés par la GAK qui supervisait également les techniciens chargés de réparer la clôture.

### Allemagne de l'Ouest

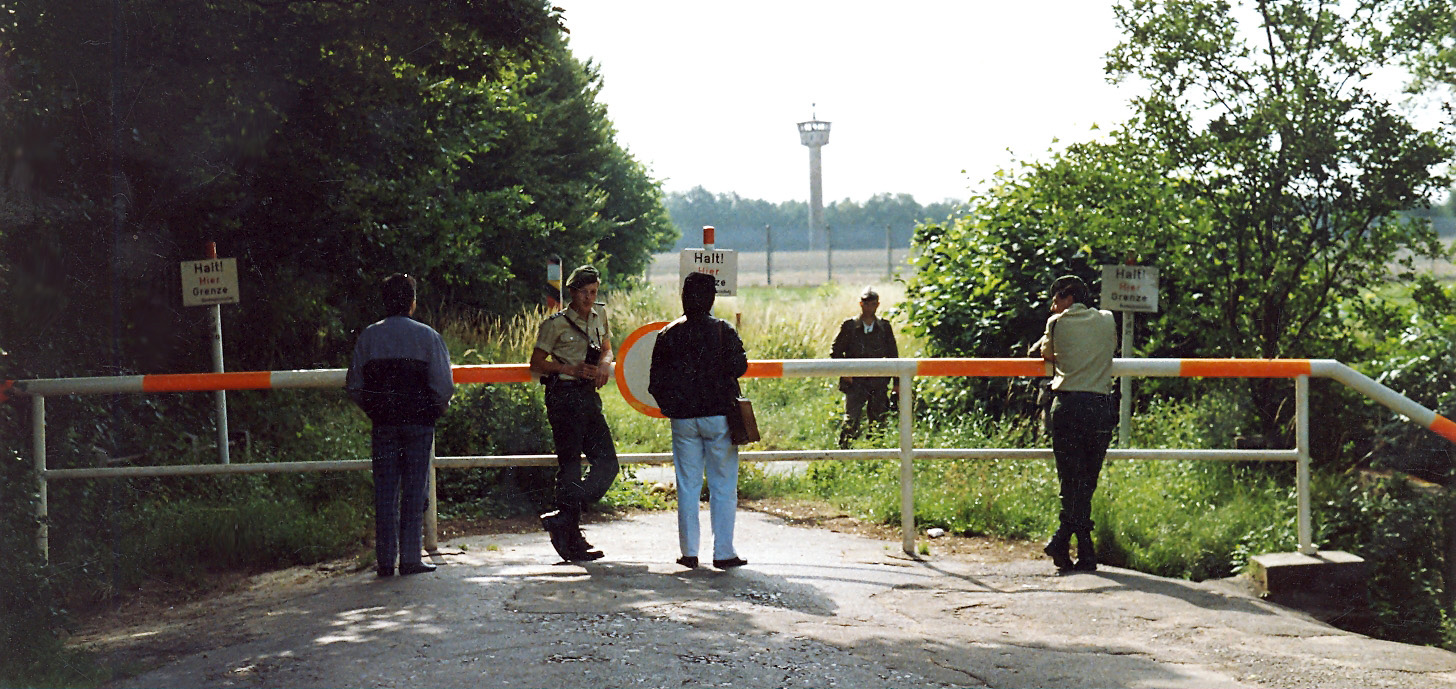
Des hommes de la Bundesgrenzschutz et des civils ouest-allemands font face à un garde-frontière est-allemand près de Lübeck.

Plusieurs organisations nationales ouest-allemandes étaient responsables de la surveillance du côté occidental de la frontière. Celles-ci comprenaient la Bundesgrenzschutz (Force fédérale de protection des frontières, BGS), la Bayerische Grenzpolizei (Police des frontières bavaroises) et la Bundeszollverwaltung (Administration fédérale des douanes). Les unités de l'armée ouest-allemande n'avaient pas le droit d'approcher la frontière sans être accompagnées par des hommes de la BGS.
La BGS, créée en 1951, intervenait sur une zone de 30 km de profondeur, le long de la frontière. Elle comptait 20 000 hommes et possédait des hélicoptères, des canons anti-chars et des véhicules blindés. La BGS disposait de pouvoirs de police limités dans cette zone afin de maîtriser les menaces à la paix sur la frontière.
La Bundeszollverwaltung (BZV) était responsable de la gestion d'une grande partie de la frontière intérieure et gérait les points de passage ouest-allemands. Ses personnels vivaient avec leur famille dans des communautés, le long de la frontière, et assuraient des tâches de police dans une zone de 10 km à l'arrière de la frontière. Ils avaient le pouvoir d'interpeler des suspects dans leur zone d'opération, à l'exception de la section frontalière située en Bavière. Les missions de la BZV étaient sensiblement les mêmes que celles de la BGS, ce qui entraînait des querelles entre les deux organismes.
La Bayerische Grenzpolizei (BGP) était une force de police mise en place par le gouvernement de Bavière pour assurer la sécurité de la portion de 390 km de frontière située en Bavière. À la fin des années 1960, la BGP comprenait 600 agents patrouillant dans ce secteur, avec des unités de la BZV, de la BGS et de l'armée américaine. Ses devoirs étaient très proches de ceux de la BZV, d'où de fréquentes luttes entre les deux agences.

### Alliés occidentaux
L'Armée de terre britannique organisait des patrouilles occasionnelles le long de son secteur de frontière, généralement pour des missions d'entraînement et des besoins symboliques. Dans les années 1970, elle ne réalisait qu'une seule patrouille par mois, utilisait rarement des hélicoptères et n'entretenait aucun poste d'observation permanent. La zone frontalière britannique était divisée en deux secteurs représentant un total de 650 km. À la différence des Américains, les Britanniques n'avaient pas d'unités spécialement assignées à des missions sur la frontière, et les unités de l'Armée britannique du Rhin assuraient ces tâches à tour de rôle.
Le secteur britannique de la frontière était également contrôlé par le service britannique de la frontière, la plus petite des organisations de surveillance du côté occidental. Il servait d'intermédiaire entre les intérêts politiques et militaires britanniques et les agences allemandes sur la frontière. Le service fut dissous en 1991 à la suite de la réunification allemande.
L'Armée de terre des États-Unis maintint une importante présence militaire sur la frontière intérieure allemande, tout au long de la Guerre froide. Des unités de l'armée régulière assurèrent la surveillance de la frontière, de la fin de la guerre jusqu'en 1946, lorsqu'elles furent remplacées par l'United States Constabulary qui fut dissous en 1952 après que les missions de police eurent été confiées aux autorités allemandes. Trois régiments blindés de cavalerie étaient chargés d'assurer la défense de la frontière : le 3e régiment basé à Bamberg, le 2e régiment basé à Nuremberg et le 14e régiment (14th Cavalry Regiment (en)) basé à Fulda, par la suite remplacé par le 11e régiment. Ces unités surveillaient la frontière à l'aide de postes d'observation, de patrouilles aériennes et rassemblaient des informations sur les activités du Pacte de Varsovie.

### Contacts transfrontaliers
Il y eut peu de contacts informels entre les deux camps, car les gardes est-allemands avaient interdiction de communiquer avec les Occidentaux. Après le début de la Détente entre l'Est et l'Ouest dans les années 1970, les deux camps établirent des procédures pour maintenir des contacts formels via des liaisons téléphoniques ou Grenzinformationspunkte (points d'informations frontalier ou GIP). Ces dernières étaient utilisés pour résoudre des problèmes locaux concernant la frontière, comme des inondations, des feux de forêt ou des animaux errants.
Tout au long de la Guerre froide, les deux camps se livrèrent une guerre de propagande à l'aide de panneaux et de tracts lancés ou largués dans le territoire opposé. Les tracts ouest-allemands cherchaient à saper la volonté des gardes est-allemands à abattre les réfugiés tentant de franchir la frontière, tandis que les tracts est-allemands défendaient la vision d'une Allemagne de l'Ouest militariste cherchant à restaurer l'Allemagne dans ses frontières de 1937,.
Dans les années 1950, l'Allemagne de l'Ouest envoya chaque année des millions de tracts de propagande en Allemagne de l'Est. Pour la seule année 1968, l'Allemagne de l'Est tira plus de 4 000 projectiles contenant un total de 450 000 tracts en Allemagne de l'Ouest. De même, 600 conteneurs étanches remplis de tracts est-allemands furent récupérés dans les rivières frontalières. Cette « guerre des tracts » s'arrêta néanmoins d'un commun accord au début des années 1970, dans le cadre de la normalisation des relations entre les deux États allemands.

## Traversée de la frontière intérieure allemande

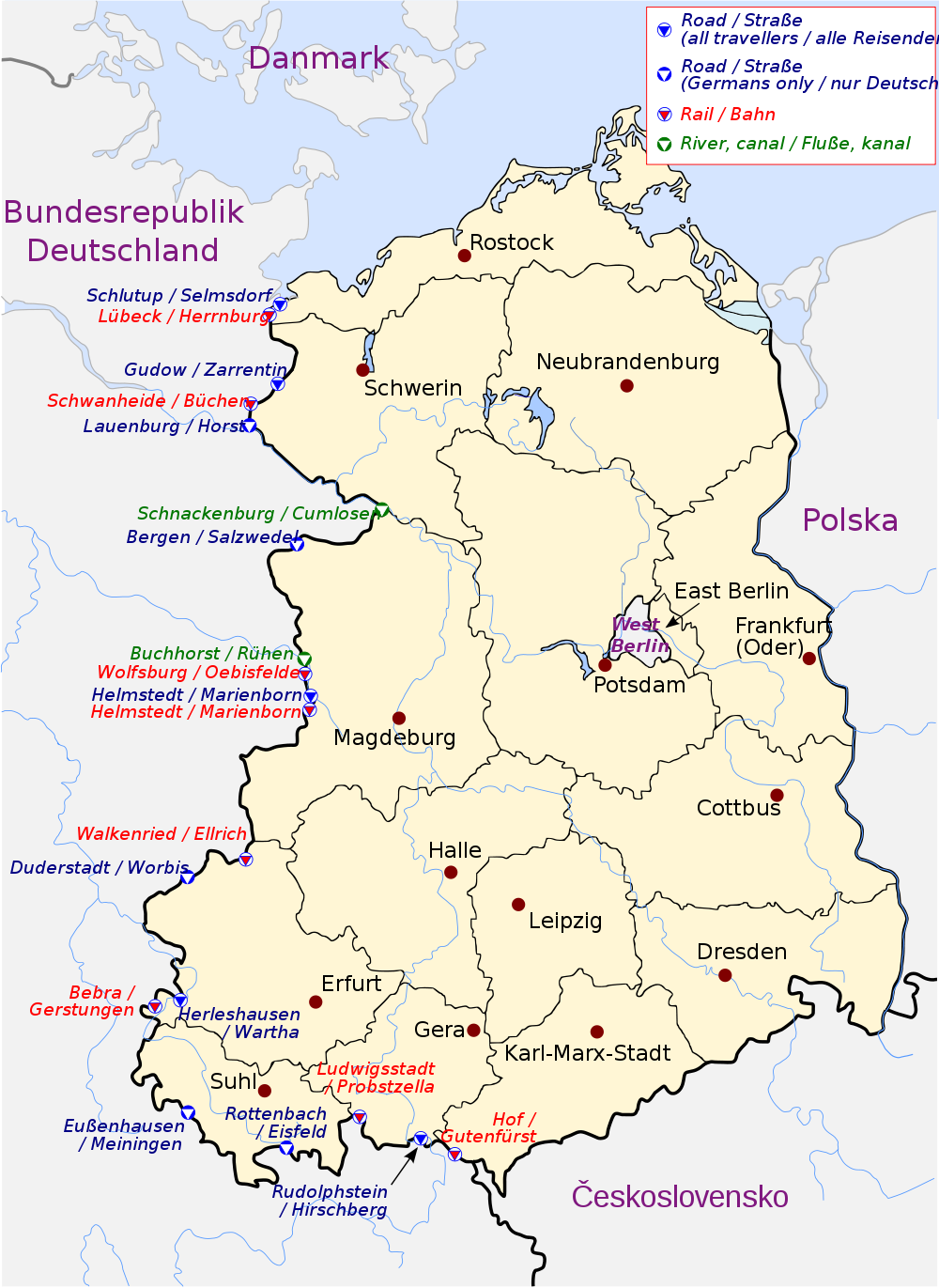
Points de passage sur la frontière intérieure allemande en 1982.

La frontière intérieure allemande ne fut jamais entièrement fermée à la manière de la frontière entre les deux Corée et elle pouvait être franchie dans les deux sens. Les accords d'après-guerre sur la gouvernance de Berlin spécifiaient que les Alliés occidentaux pourraient accéder à la ville via des corridors aériens, routiers, ferroviaires et fluviaux définis. Cela fut globalement respecté par les Soviétiques et les Allemands de l'Est malgré les interruptions périodiques et les tracasseries envers les voyageurs. Même durant le blocus de Berlin en 1948, le ravitaillement continua d'être acheminé par voie aérienne. Avant et après le blocus, des trains, des véhicules et des barges occidentales militaires et civiles traversaient régulièrement l'Allemagne de l'Est pour rallier Berlin.
La frontière ne pouvait être franchie légalement qu'en quelques endroits. Les étrangers pouvaient traverser l'Allemagne de l'Est en rejoignant ou en quittant Berlin-Ouest, le Danemark, la Suède, la Pologne et la Tchécoslovaquie. En revanche, l'accès au reste de l'Allemagne de l'Est était limité et très sévèrement contrôlé car les visiteurs devaient suivre de nombreuses restrictions sur les déplacements, les logements et les dépenses. Les longues inspections entraînaient des retards importants aux points de passage et les Occidentaux considéraient le franchissement de la frontière intérieure allemande comme une expérience dérangeante ; l'historien Jan Morris écrivit :

« Voyager d'ouest en est via la [frontière intérieure allemande] était comme entrer dans un rêve triste et perturbant peuplé de tous les monstres du totalitarisme, un monde semi-éclairé de rancunes mesquines où tout pouvait vous être fait sans que personne n'en entende jamais parler et où chacun de vos pas était suivi de très près par des yeux et des mécanismes vigilants. »

### Points de passage
Avant 1952, la frontière intérieure allemande pouvait être franchie sur presque l'ensemble de sa longueur. Sa fortification entraîna le sectionnement de 32 voies ferrées, de trois autoroutes, de 39 routes principales, d'environ 60 routes secondaires et de milliers de routes secondaires et de chemins. Le nombre de points de passage fut réduit à trois couloirs aériens, trois corridors routiers, deux voies ferrées et deux connexions fluviales donnant accès à Berlin et à une poignée de points supplémentaires pour le transport de marchandises.
La situation s'améliora quelque peu après le début de la Détente dans les années 1970. De nouveaux points de passage pour le kleine Grenzverkehr, « petit trafic frontalier » correspondant essentiellement à des touristes ouest-allemands, furent ouverts en divers endroits de la frontière. En 1982, il existait 19 points de passage : six routes, trois autoroutes, huit voies ferrées en plus de l'Elbe et du Mittellandkanal.
Le point le plus important était celui de Helmstedt-Marienborn sur l'autoroute Hanovre-Berlin (A 2) par lequel 34,6 millions de personnes transitèrent entre 1985 et 1989. De nom de code Checkpoint Alpha, il était le premier des trois points de contrôle alliés sur la route de Berlin. Les autres étaient Checkpoint Bravo, où l'autoroute quittait l'Allemagne de l'Est pour entrer dans Berlin-Ouest et le célèbre Checkpoint Charlie qui était le seul point d'entrée où les non-Allemands pouvaient passer de Berlin-Ouest à Berlin-Est.
Il n'était pas possible de simplement traverser l'ouverture dans la clôture qui existait aux points de passage car les Allemands de l'Est avaient installé des obstacles et des barrières mobiles qui pouvaient tuer les conducteurs qui tentaient de les enfoncer. Les véhicules étaient soumis à des contrôles rigoureux pour repérer les fugitifs. Des fosses d'inspections et des miroirs permettaient d'inspecter le dessous des véhicules. Des sondes étaient utilisées pour contrôler le châssis et le réservoir de carburant où pouvait se cacher un fugitif et les véhicules pouvaient également être partiellement démontés dans des garages destinés à cet usage au sein des points de contrôle. À Marienborn, il existait même un garage mortuaire où les cercueils pouvaient être contrôlés pour s'assurer que leurs occupants étaient réellement morts. Les passagers étaient également contrôlés et fréquemment interrogés sur leurs motifs de voyage. Le système reposait sur une technologie rustique et était lent car il dépendait largement de vastes bases de données sur les détails des voyageurs mais il était efficace. Durant les 28 années de fonctionnement du complexe de Marienborn, on ne connaît aucune évasion réussie.

### Formalités
Les Allemands de l'Ouest étaient relativement libres de franchir la frontière pour rendre visite à des proches mais devaient affronter de nombreuses formalités bureaucratiques. Les Allemands de l'Est étaient soumis à des restrictions bien plus sévères. Jusqu'en novembre 1964, il leur était interdit de se rendre à l'Ouest et même après cette date, seul le passage des retraités était autorisé. Cela donna naissance à une blague selon laquelle il n'y a qu'en Allemagne de l'Est que les gens ont hâte d'être vieux. Les jeunes est-allemands ne furent autorisés à voyager à l'Ouest qu'en 1972 mais jusqu'au milieu des années 1980 leur nombre fut relativement faible. Ils devaient demander un visa de sortie et un passeport, payer des frais importants, obtenir la permission de leur employeur et subir un interrogatoire de la police.
Les autorisations de sortie étaient rares et environ 40 000 seulement étaient approuvées chaque année. Les refus étaient souvent arbitraires et dépendaient de la bonne volonté des fonctionnaires locaux. Les membres de l'élite du Parti et les ambassadeurs culturels étaient fréquemment autorisés à voyager de même que les personnes travaillant dans les transports. Ils ne pouvaient cependant pas emmener leurs familles avec eux.
Jusqu'à la fin des années 1980, les Allemands de l'Est n'avaient le droit de se rendre à l'Ouest que pour des « raisons familiales urgentes » comme un mariage, la maladie grave ou la mort d'un proche. En février 1986, le régime assouplit la définition des « raisons familiales urgentes » et un nombre bien plus important de citoyens est-allemands fut capable de voyager à l'Ouest. Il semble que cet assouplissement ait été motivé en partie par la volonté des dirigeants allemands de réduire les envies de voyage de leurs concitoyens et de diminuer le nombre de demande d'émigration. En pratique, il eut l'effet exactement inverse.

### Émigrer de l'Allemagne de l'Est

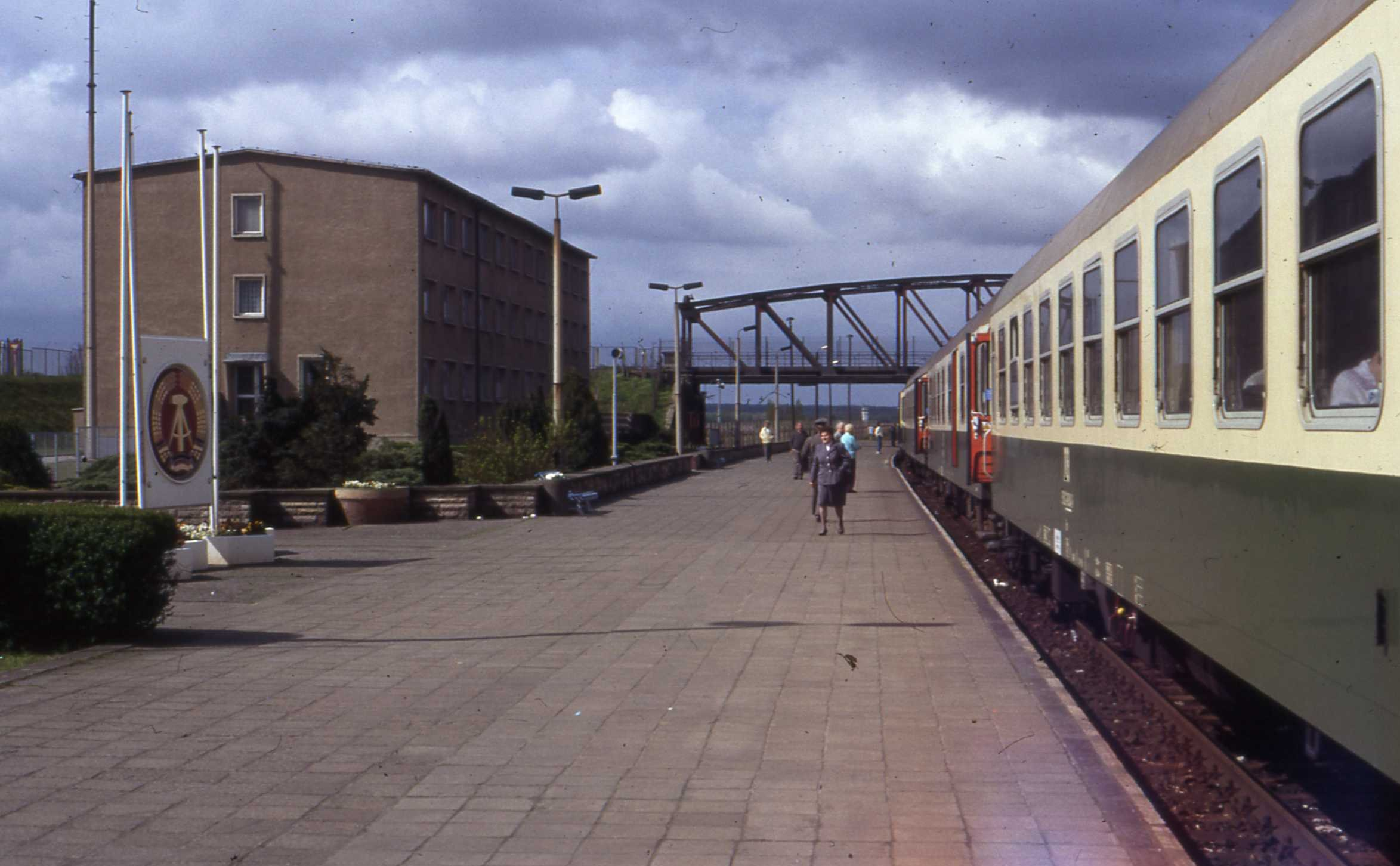
Traversée de la frontière par rail à la gare de Oebisfelde, avril 1990

Il n'existait aucune base légale concernant l'émigration depuis l'Allemagne de l'Est. En 1975, l'Allemagne de l'Est signa néanmoins les accords d'Helsinki, un accord pan-européen visant à améliorer les relations entre les pays européens. Un grand nombre de citoyens est-allemands chercha à utiliser la disposition de l'accord sur la liberté de circulation pour obtenir des visas de sortie. À la fin des années 1980, plus de 100 000 demandes étaient faites chaque année et entre 15 000 et 25 000 étaient accordées,.
Le gouvernement de la RDA restait toutefois hostile à l'émigration et il essaya de dissuader les candidats à l'exil. La procédure d'obtention d'une autorisation de sortie était délibérément lente, humiliante, frustrante et souvent vaine. Les candidats étaient marginalisés, rétrogradés ou licenciés, exclus de l'université et soumis à l'ostracisme. Ils prenaient le risque de perdre la garde de leurs enfants sous prétexte qu'ils étaient incapables de les élever. La loi était utilisée pour punir ceux qui continuaient leurs démarches d'émigration et plus de 10 000 demandeurs furent arrêtés par la Stasi entre les années 1970 et 1989.
Un rapport pour la section sécurité du Comité central nota : « le problème de l'émigration nous met face à la question fondamentale du développement de la RDA. L'expérience montre que le répertoire actuel de solutions (augmenter les possibilités de voyage, expatriation des demandeurs) n'a pas apporté les résultats désirés mais a plutôt eut l'effet inverse ». Le rapport conclut que l'agitation de l'émigration « menace de saper les croyances en l'exactitude des politiques du Parti ».

### Rançons et « libérations humanitaires »
Les citoyens d'Allemagne de l'Est pouvaient également émigrer en étant rançonnés par le gouvernement est-allemand dans un processus semi-secret appelé Freikauf (littéralement « achat de la liberté »). Entre 1964 et 1989, 33 755 prisonniers politiques furent ainsi rançonnés. 2 087 autres prisonniers furent livrés à l'Ouest à la suite d'une amnistie en 1972. 215 000 personnes dont 2 000 enfants séparés de leurs parents furent autorisés à quitter l'Allemagne de l'Est pour rejoindre leurs familles. En échange, l'Allemagne de l'Ouest paya plus de 3,4 millions de marks, environ 4 milliards d'euros actuels, en marchandises ou en devises.
Ces rançons allaient d'environ 1 875 DM pour un ouvrier à environ 11 250 DM pour un médecin. La justification est-allemande était qu'il s'agissait d'une compensation pour l'argent investi par l'État dans sa formation. Les paiements étaient généralement réalisés sous la forme de biens rares en Allemagne de l'Est comme des oranges, des bananes, du café ou des médicaments. Le prisonnier moyen valait environ 4 000 DM de marchandises.
Ce procédé était très controversé à l'Ouest. Le Freikauf était qualifié par beaucoup de trafic d'êtres humains tandis que d'autres défendaient un « acte humanitaire ».

## Tentatives d'évasion et victimes

### Réfugiés et fugitifs

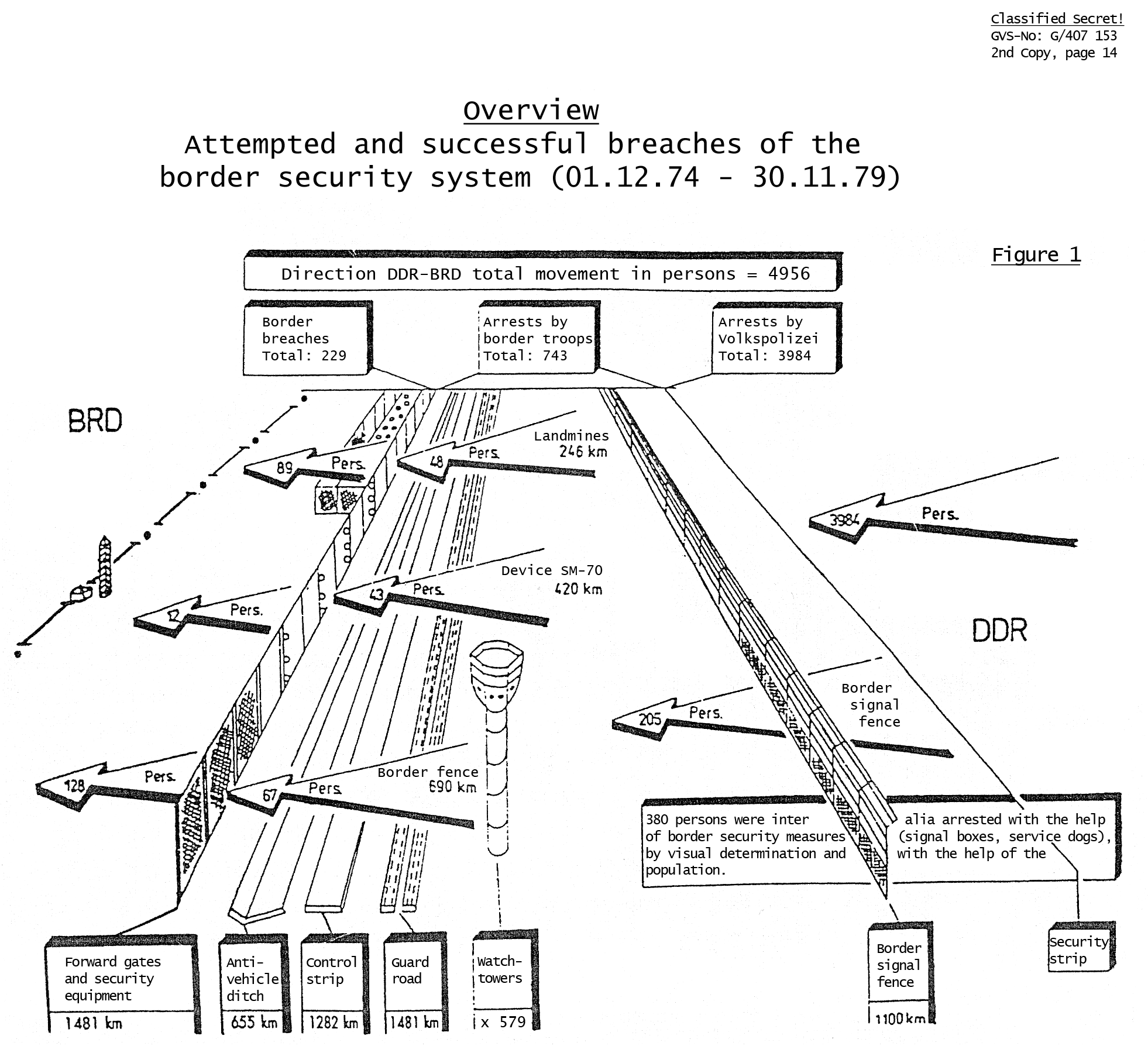
Diagramme résumant le nombre de personnes ayant réussi à franchir chaque élément du système frontalier est-allemand, 1974-1979.

Entre 1950 et 1988, près de quatre millions d'Allemands de l'Est émigrèrent vers l'ouest ; 3,454 millions le firent entre 1950 et la construction du mur de Berlin en 1961. Après la fortification de la frontière et la construction du mur de Berlin, le nombre de franchissement illégaux chuta fortement et continua de diminuer du fait de l'amélioration des défenses au cours des décennies suivantes. Néanmoins, les fugitifs ne représentèrent qu'une faible minorité du nombre total d'émigrants. Durant les années 1980, seul 1 % de ceux qui avaient quitté l'Allemagne de l'Est avaient franchi illégalement la frontière. Un nombre bien plus important quitta le pays après avoir reçu des permis officiels, en fuyant via des pays tiers ou en étant rançonné par le gouvernement de la RFA.
|               | Total   | Permis officiels | Évasions via des pays tiers | Évasions directes | Rançonnés par la RFA |
| ------------- | ------- | ---------------- | --------------------------- | ----------------- | -------------------- |
| 1962-1970     | 229 652 | 146 129          | 56 970                      | 21 105            | 5 448                |
| 1971-1979     | 131 176 | 85 434           | 27 576                      | 7 816             | 10 350               |
| 1980-1988     | 203 619 | 150 918          | 36 152                      | 2 672             | 13 872               |
| Total (+1961) | 616 066 | 382 481          | 163 815                     | 40 100            | 29 670               |

La grande majorité des réfugiés était motivée par des raisons économiques et cherchait à améliorer ses conditions de vie en migrant à l'Ouest. Des événements comme l'insurrection de 1953, la mise en place de la collectivisation et la crise économique des années 1980 accrurent le nombre de tentatives d'évasion.
Les tentatives de fuite étaient enregistrées et étudiées minutieusement par les autorités de la RDA pour identifier les potentiels points faibles du dispositif. Ces problèmes furent réglés en renforçant les fortifications dans les zones vulnérables. À la fin de l'année 1970, une étude fut menée par l'armée est-allemande pour essayer de combler les « brèches frontalières » (Grenzdurchbrüche). Elle révéla que 4 956 personnes avaient tenté de traverser la frontière entre le 1er janvier et le 30 novembre 1979. Sur ce nombre, 3 984 (80,4 %) furent arrêtés par la Volkspolizei dans la Sperrzone, la zone réglementée extérieure. 205 (4,1 %) furent interpellés au niveau de la clôture d'alarme.
Dans la zone de sécurité intérieure, la Schutzstreifen, 743 personnes (15 %) furent arrêtés. Parmi eux, 48 (1 %) furent stoppés, tués ou blessés, par les mines anti-personnelles et 43 (0,9 %) par les dispositifs-pièges SM-70 sur les clôtures. 67 autres (1,35 %) furent interceptés à la clôture (tués et/ou arrêtés). Finalement, 229 personnes soit 4,6 % des fugitifs parvinrent à franchir la frontière. Sur ce nombre, la plupart (129 ou 55 % des évasions réussies) eut lieu dans des secteurs non minés. 89 (39 % des fugitifs) parvinrent à traverser les champs de mines et la clôture et seuls 12 (6 % du total) réussirent à passer les dispositifs-pièges SM-70 sur les clôtures.
Les tentatives d'évasion étaient sévèrement punies par la RDA. À partir de 1953, le régime qualifia cet acte de Republikflucht (littéralement « fuite de la République ») par analogie avec le terme militaire existant Fahnenflucht (« désertion »). Un fugitif n'était pas un Flüchtling (« réfugié ») mais un Republikflüchtiger (« déserteur de la République »). Ceux qui tentaient de s'échapper étaient appelés Sperrbrecher (littéralement « forceur de blocus » mais traduit plus simplement par « contrevenant de la frontière »). Ceux qui aidaient les fugitifs n'étaient pas des Fluchthelfer (« assistants d'évasion »), le terme occidental, mais Menschenhändler (« trafiquants-passeurs »). Cette dénomination idéologiquement engagée permettait au régime de représenter les fugitifs comme des traîtres et des criminels.
Le Republikflucht devint un crime en 1957 passible de lourdes amendes et de trois ans d'emprisonnement. Tout acte associé à une tentative d'évasion dont l'aide aux fugitifs était soumis à cette législation. Ceux interpellés sur la frontière étaient souvent jugés en plus pour espionnage et recevaient des peines plus lourdes. Plus de 75 000 personnes, soit une moyenne de sept personnes par jour, furent emprisonnés pour une durée d'un à deux ans pour avoir tenté de franchir la frontière. Les gardes-frontières qui tentaient de s'échapper étaient traités avec une sévérité accrue et étaient incarcérés pour une durée moyenne de cinq ans.

### Méthodes d'évasion
Les fugitifs empruntaient une grande variété de méthodes pour s'échapper mais la plupart traversaient à pied. L'une des méthodes les plus spectaculaires eut lieu en septembre 1979 lorsque huit personnes de deux familles s'échappèrent à l'aide d'une montgolfière artisanale. Leur vol impliqua une ascension de plus de 2 500 m avant un atterrissage près de la ville ouest-allemande de Naila. L'incident inspira les films La Nuit de l'évasion de 1982 et Le Vent de la liberté de 2018.
Les autres fugitifs comptaient plus sur la force physique et l'endurance. L'un d'eux utilisa des crocs de boucher pour escalader les clôtures en 1987 tandis qu'en 1971 un médecin nagea 48 km dans la mer Baltique depuis Rostock presque jusqu'à l'île danoise de Lolland où il fut récupéré par un navire de plaisance ouest-allemand. Un autre utilisa un matelas gonflable pour s'échapper via la mer Baltique en 1987.
Les évasions multiples étaient rares. L'une des seules à avoir réussi eut lieu le 2 octobre 1961 lorsque 53 personnes du village frontalier de Böseckendorf (de), soit un quart de la population, traversèrent la frontière ; 13 autres habitants firent de même en février 1963. Une évasion multiple singulière eut lieu en septembre 1964 lorsque 14 Allemands de l'Est dont 11 enfants, franchirent clandestinement la frontière dans un camion réfrigéré. Ils échappèrent à la détection en se dissimulant sous les carcasses des cochons transportés à l'Ouest.
Le trafic n'était cependant pas à sens unique et des milliers de personnes émigrèrent vers l'Est depuis l'Allemagne de l'Ouest pour des raisons diverses comme des problèmes familiaux ou le mal du pays. Un certain nombre de personnels militaires alliés dont des Britanniques, des Français, des Allemands et des Américains firent également défection. À la fin de la Guerre froide on considérait qu'au moins 300 citoyens américains auraient fait défection via le Rideau de Fer pour de nombreuses raisons telles qu'échapper à la justice, pour des raisons politiques ou parce que (comme le St. Petersburg Times l'écrivit) les « GI en mal d'amour [étaient tentés] par des sirènes séductrices qui désertaient généralement le soldat esseulé une fois qu'il avait franchi la frontière ». Le destin de ces déserteurs variait considérablement. Certains étaient envoyés directement dans des camps de travail après avoir été accusés d'espionnage. D'autres se suicidèrent et quelques-uns parvinrent à trouver du travail et à fonder une famille à l'est de la frontière.

### Ordre de tirer
À partir de 1945, les fugitifs traversant la frontière intérieure allemande prenaient le risque d'être abattus par les gardes soviétiques ou est-allemands. L'usage de la force mortelle était appelé Schießbefehl (« ordre de tirer »). Il fut formellement mis en place dès 1948 lorsque des réglementations concernant l'usage des armes à feu sur la frontière furent promulguées. Un règlement délivré par la police est-allemande le 27 mai 1952 stipulait que le « refus de suivre les ordres de la patrouille frontalière entraînera l'usage des armes ». À partir des années 1960 et jusqu'à la fin des années 1980, les gardes-frontières recevaient chaque jour des ordres oraux (Vergatterung) visant à « traquer, arrêter ou supprimer les contrevenants ». La RDA codifia formellement ses réglementations sur l'emploi de moyens mortels en mars 1982 lorsque la loi nationale sur la frontière autorisa l'usage des armes à feu contre des individus qui « tentent publiquement de passer à travers la frontière de l'État ».
Les dirigeants de la RDA assumèrent explicitement l'emploi de la force mortelle. Le général Heinz Hoffmann, le ministre de la défense, déclara en août 1966 que « quiconque ne respecte pas notre frontière sentira la balle ». En 1974, Erich Honecker, le président du comité de défense national de la RDA, ordonna que les « armes à feu soient utilisées sans pitié en cas de tentative de franchissement de la frontière et [que] les camarades ayant utilisé leurs armes avec succès soient récompensés ».
Le Schießbefehl fut sans surprise très controversé à l'Ouest et il attira les critiques des Allemands de l'Ouest. Les autorités de la RDA suspendirent occasionnellement le Schießbefehl lorsqu'il était politiquement gênant de devoir expliquer la mort de réfugiés comme dans le cas de la visite du ministre français des affaires étrangères en 1985. Il posait également un problème moral pour de nombreux gardes est-allemands et il fut un facteur décisif dans de nombreuses évasions lorsque les gardes préféraient déserter plutôt que de tirer sur leurs concitoyens.

### Morts
Le nombre exact et l'identité des personnes ayant péri sur la frontière intérieure allemande n'est toujours pas connu avec précision car la RDA traitait ces informations comme un secret bien gardé. Les estimations ont cependant fortement augmenté depuis la réunification grâce à l'accès aux archives de l'Allemagne de l'Est. En 2009, les estimations non officielles avancent le nombre de 1 100 morts bien que les chiffres officiels se trouvent entre 270 et 421.
Les façons de mourir sur la frontière étaient nombreuses. De nombreux fugitifs furent abattus par les gardes tandis que d'autres furent tués par les mines et les pièges. Un nombre important se noya en tentant de traverser la Baltique et l'Elbe. Toutes les victimes ne tentaient cependant pas de s'échapper. Le 13 octobre 1961, le journaliste ouest-allemand Kurt Lichtenstein du Westfälische Rundschau fut abattu près du village de Zicherie alors qu'il tentait de parler avec des paysans est-allemands. L'incident fut condamné par l'ensemble de la classe politique ouest-allemande et des étudiants de Brunswick érigèrent un panneau sur la frontière pour protester contre le meurtre.
Un conducteur de camion italien et membre du Parti communiste italien fut abattu à un point de passage en août 1976 ; le gouvernement est-allemand fut très embarrassé et, fait rare, présenta ses excuses. Le 1er mai 1976, un ancien prisonnier politique est-allemand, Michael Gartenschläger, qui avait fui à l'ouest quelques années auparavant, fut pris en embuscade et abattu par un commando de la Stasi près de Büchen. Gartenschläger était retourné sur la frontière pour la troisième fois afin de récupérer un dispositif-piège SM-70. La Stasi rapporta qu'il avait été « liquidé par les forces de sécurité de la RDA ».
Durant leur service, 25 gardes est-allemands trouvèrent la mort, soit par des tirs amis (souvent accidentels), soit en s'opposant aux fugitifs ou encore se seraient suicidés. Le gouvernement de la RDA reprit ces décès à des fins de propagande en les décrivant comme les « victimes d'agressions armées et de provocations impérialistes contre la frontière d'État de la RDA » et en avançant que les « bandits » occidentaux tiraient au hasard sur les gardes faisant leur devoir ; une version non corroborée par les rapports occidentaux sur ces « incidents frontaliers ».
Les deux camps commémoraient leurs pertes de manière très différentes. Divers mémoriaux souvent non officiels furent créés du côté occidental par des personnes cherchant à honorer les victimes de la frontière. Certains comme Michael Gartenschläger et Kurt Liechtenstein furent honorés par des mémoriaux et des panneaux dont certains furent financés par le gouvernement. La mort de l'ouvrier est-allemand Heinz-Josef Große en 1982 fut commémorée chaque année par des manifestations du côté occidental.
Du fait du tabou entourant les évasions, la grande majorité des morts fut passée sous silence et oubliée en Allemagne de l'Est. Les gardes-frontières morts furent cependant utilisés par la propagande de la RDA qui les représentait comme des « martyrs ». Quatre mémoriaux de pierre furent érigés à Berlin-Est pour commémorer leurs morts. Le régime nomma des écoles, des casernes et divers bâtiments publics d'après les gardes tués et utilisa leurs mémoriaux comme des lieux de pèlerinage pour signifier que (comme indiquait le slogan) « leurs morts sont notre engagement » à maintenir la frontière. Après 1989, ces mémoriaux furent vandalisés, négligés et finalement retirés.

### La «guerre des prospectus»

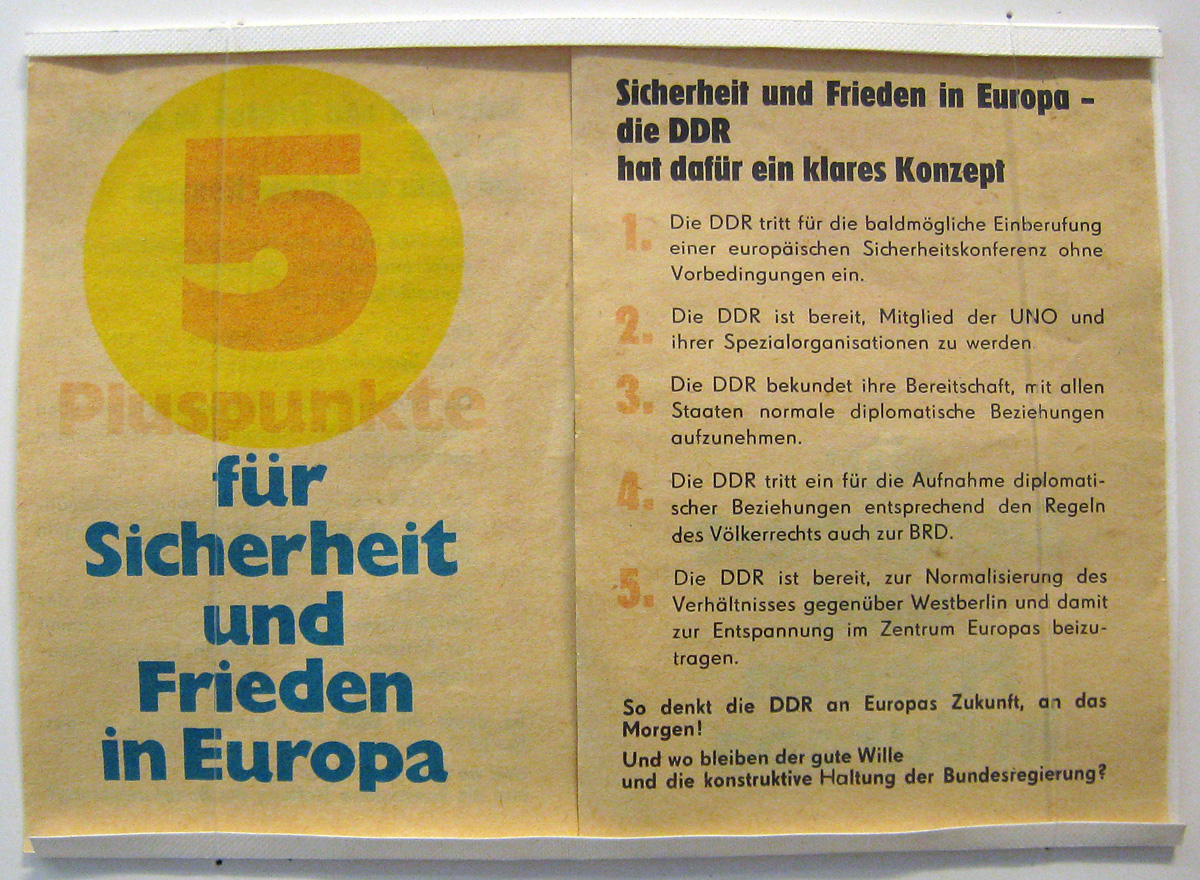
Un tract de propagande de l'Allemagne de l'Est (RDA), largué sur l'Ouest.

Durant son existence, de 1952 à 1989, la frontière fut également le théâtre d'une véritable bataille de propagande. Les deux camps envoyèrent des tracts et des prospectus de l'autre côté de la frontière par dirigeable, par mortier ou encore par roquette. Ces tracts et prospectus avaient notamment pour but de saper le moral des troupes et de semer le doute sur les politiques du gouvernement ennemi.
Les tracts ouest-allemands cherchaient particulièrement à saper le moral des gardes-frontières est-allemands (Grenztruppen der DDR), en dénonçant les méfaits du communisme. D'autres brochures encourageaient même les défections, mettant en évidence les avantages matériels dont bénéficient les transfuges de l'Ouest. La lecture de ces tracts était par ailleurs sévèrement sanctionnée par les autorités politiques.
Durant cette guerre psychologique, nombre de bornes frontière de la RDA furent également vandalisées par les troupes ouest-allemandes. Durant la guerre froide, ce sont des millions de tracts au total qui furent envoyés des deux côtés de la frontière. On estime ainsi que pour la seule année 1968, plus de 4 000 projectiles contenant près de 450 000 brochures furent largués de l'autre côté de la frontière intérieure rien que par les Est-Allemands.

## Chute de la frontière intérieure allemande

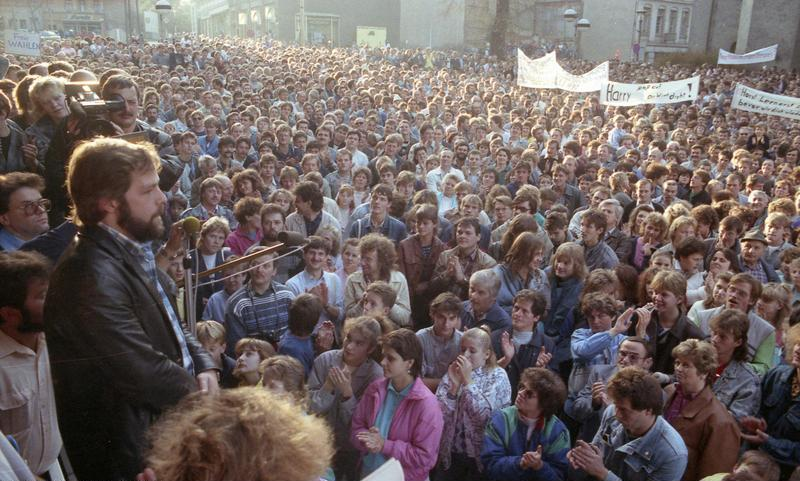
Manifestation à Plauen le 30 octobre 1989 en faveur de la démocratie, de la liberté de la presse et de la liberté de circulation.

La chute de la frontière intérieure allemande arriva rapidement et de manière imprévue en novembre 1989 en même temps que celle du mur de Berlin. Son intégrité avait gravement été compromise en mai 1989 lorsque le gouvernement réformateur communiste en Hongrie, soutenu par le dirigeant soviétique Mikhaïl Gorbatchev, avait commencé à démanteler ses installations frontalières. La Hongrie était déjà une destination touristique appréciée des Allemands de l'Est. Son gouvernement restait fortement communiste mais il prévoyait des élections libres et des réformes économiques dans le cadre de sa stratégie pour « rejoindre l'Europe » et réformer son économie à la dérive. Le 2 mai, la Hongrie commença à démanteler ses fortifications sur les 150 km de sa frontière avec l'Autriche. L'Allemagne de l'Ouest avait déjà secrètement offert un prêt de 500 millions de DM pour qu'elle permette le libre passage des citoyens de la RDA. Les images du retrait des clôtures barbelées furent transmises en Allemagne de l'Est par les stations de télévision ouest-allemandes.
Cela entraîna un exode massif de centaines de milliers d'Allemands de l'Est qui commença vraiment en septembre 1989. En plus de ceux franchissant la frontière hongroise, des dizaines de milliers d'Allemands de l'Est escaladèrent les murs des ambassades ouest-allemandes à Prague, Varsovie et Budapest où ils étaient considérés comme des « citoyens allemands » par le gouvernement fédéral pour demander l'« asile ».
Le gouvernement communiste intransigeant de Tchécoslovaquie accepta de fermer ses frontières avec l'Allemagne de l'Est pour étouffer l'exode. Cette fermeture fut très mal accueillie en Allemagne de l'Est et une offre du gouvernement de la RDA visant à humilier les réfugiés en les expulsant du pays dans des trains fermés échoua complètement. Les rails furent jonchés de papiers d'identités déchirés et de passeports est-allemands que les réfugiés jetaient par les fenêtres. Lorsque les trains passèrent à Dresde, 1 500 Allemands de l'Est prirent d'assaut la gare pour essayer de monter à bord. Des dizaines de personnes furent blessées et la grande salle de la gare fut complètement ravagée. Les manifestations du lundi en faveur de la démocratie, initialement confidentielles, rassemblèrent rapidement des centaines de milliers de personnes dans les villes d'Allemagne de l'Est. Les dirigeants de la RDA envisagèrent l'emploi de la force mais y renoncèrent car ils ne disposaient pas du soutien de l'Union Soviétique afin de réaliser une intervention militaire violente sur le modèle de ce qui s'était passé à la place Tian'anmen. Les réformistes au sein du Politburo est-allemand cherchèrent à restaurer le calme en obtenant la démission du président intransigeant du parti Erich Honecker qui fut remplacé en octobre 1989 par le plus modéré Egon Krenz.
Le nouveau gouvernement chercha à apaiser les manifestants en rouvrant la frontière avec la Tchécoslovaquie. Cela entraîna simplement la reprise de l'exode de masse via la Hongrie. Le 8 novembre 1989, alors que les immenses manifestations se poursuivaient dans le pays, l'ensemble du Politburo démissionna et un nouveau cabinet plus modéré fut nommé sous la direction de Krenz.

### Ouverture de la frontière et chute de la RDA
Le nouveau gouvernement de la RDA essaya d'apaiser la situation en réduisant les contrôles aux frontières du pays. Cette décision ne devait entrer en vigueur que le 10 novembre 1989 afin de pouvoir prévenir les organismes concernés. L'annonce fut faite dans la soirée du 9 novembre 1989 par Günter Schabowski, membre du Politburo, lors d'une conférence de presse quelque peu chaotique. Ayant mal compris la note qui lui avait été transmise sur la décision d'ouvrir la frontière, il déclara que la frontière serait ouverte « immédiatement, sans délai » au lieu de « à partir du lendemain » comme l'avait prévu le gouvernement.
Comme la conférence de presse était diffusée en direct, des milliers de personnes se rassemblèrent rapidement devant le mur de Berlin et demandèrent aux gardes d'ouvrir les portes. Ne parvenant pas à contacter leurs supérieurs pour obtenir des instructions, Les gardes-frontières ouvrirent les portes pour éviter une bousculade. Les scènes célèbres qui suivirent, la foule traversant Berlin-Ouest, se tenant sur le mur et l'attaquant avec des pioches, furent diffusées dans le monde entier.
Alors que les yeux du monde étaient tournés sur le Mauerfall (la chute du Mur) à Berlin, un processus simultané appelé Grenzöffnung (ouverture de la frontière) eut lieu sur l'ensemble de la frontière intérieure allemande. Les ouvertures existantes furent immédiatement ouvertes et durant les quatre premiers jours, 4,3 millions d'Allemands de l'Est, soit un quart de la population, se rendirent en Allemagne de l'Ouest. Au point de passage de Helmstedt sur l'autoroute Berlin-Hanovre, l'embouteillage des véhicules s'étendait sur 65 km et certains conducteurs attendirent 11 heures pour passer à l'Ouest. La frontière fut progressivement ouverte au cours des mois qui suivirent. De nombreux nouveaux points de passage furent créés pour reconnecter des communautés séparées durant presque 40 ans. Le correspondant de la BBC, Ben Bradshaw, décrivit les scènes de joie à la gare de Hof en Bavière aux premières heures du 12 novembre :

« Ce n'étaient pas juste les arrivants à Hof qui montraient leurs émotions. Les habitants de la ville vinrent par centaines pour les accueillir ; Des hommes et des femmes corpulents dans leurs meilleurs habits du dimanche, ayant deux à trois fois l'âge moyen de ceux qui descendaient des trains, pleuraient alors qu'ils applaudissaient. Ils disaient « Ce sont nos gens, enfin libres »… Ceux arrivant à Hof rapportaient que des gens le long des voies les applaudissaient et portaient des pancartes indiquant « nous arriverons bientôt ». »

Même les gardes-frontières est-allemands n'étaient pas étrangers à l'euphorie. L'un d'eux, Peter Zahn, décrivit comment ses collègues et lui réagirent à l'ouverture de la frontière :

« Après la chute du Mur, nous étions en plein délire. Nous avons demandé la fin de notre service et cela fut approuvé quelques jours après. Nous avons visité Helmstedt et Brunswick en Allemagne de l'Ouest, ce qui aurait été impossible auparavant. Dans la Nationale Volksarmee, même écouter les stations de radio occidentales était répréhensible et maintenant nous étions en sortie à l'Ouest. »

À la surprise de nombreux Allemands de l'Ouest, beaucoup de visiteurs orientaux utilisèrent les 100 DM de leur « argent de bienvenue » (somme d'argent versée par la RFA aux visiteurs de la RDA) pour acheter de grandes quantités de bananes, une rareté très prisée à l'Est. Durant les mois qui suivirent l'ouverture de la frontière, les bananes étaient vendues par caisses entières aux Allemands de l'Est qui pensaient que les stocks seraient bientôt épuisés. Cette frénésie pour le fruit fit de la banane le symbole officieux des changements en Allemagne de l'Est que certains surnommèrent la « révolution de la banane ».
Certains Allemands de l'Ouest de gauche protestèrent contre ce qu'ils considéraient comme un consumérisme galopant en lançant des bananes sur les Allemands de l'Est se rendant à l'Ouest. L'obsession des Allemands de l'Est pour les bananes fut parodiée par la célèbre couverture de novembre 1989 du magazine satirique ouest-allemand Titanic qui indiquait « Gaby (17), contente d'être en Allemagne de l'Ouest : Ma première banane » alors qu'elle tient un gros concombre épluché.
L'ouverture de la frontière eut un profond impact politique et psychologique sur le public est-allemand. Pour de nombreuses personnes, l'existence même de la RDA, que le Parti socialiste unifié d'Allemagne (SED) avait justifié comme le premier « État socialiste sur le sol allemand », n'avait plus de sens. L'État était ruiné, l'économie s'effondrait, la classe politique était discréditée, les institutions dirigeantes étaient en plein chaos et le peuple était démoralisé par la disparition des idées collectives qui avaient été à la base de leur société durant 40 ans. Le taux d'adhésion au Parti s'effondra et Krenz lui-même démissionna le 6 décembre 1989 après seulement 50 jours et céda sa place au modéré Hans Modrow. La suppression des restrictions sur les voyages poussa des centaines de milliers d'Allemands de l'Est à émigrer à l'Ouest ; plus de 116 000 firent ainsi entre le 9 novembre et le 31 décembre 1989 contre 40 000 pour l'ensemble de l'année 1988.
La nouvelle direction est-allemande lança des discussions avec les groupes d'opposition suivant le processus ayant débouché sur des élections multipartites en Hongrie et en Pologne. Lors des premières élections libres en Allemagne de l'Est en mars 1990, l'ancien SED, qui s'était renommé Parti du socialisme démocratique, fut chassé du pouvoir et remplacé par la coalition pro-réunification Alliance pour l'Allemagne menée par l'Union chrétienne-démocrate d'Allemagne (CDU), le parti du chancelier ouest-allemand Helmut Kohl. Les deux pays avancèrent rapidement vers la réunification tandis que la diplomatie préparait le terrain à l'international. L'union monétaire fut réalisée en juillet 1990. Un traité sur la création d'une Allemagne unifiée fut signé en août 1990 et la réunification politique eut lieu le 3 octobre 1990.

### Abandon de la frontière

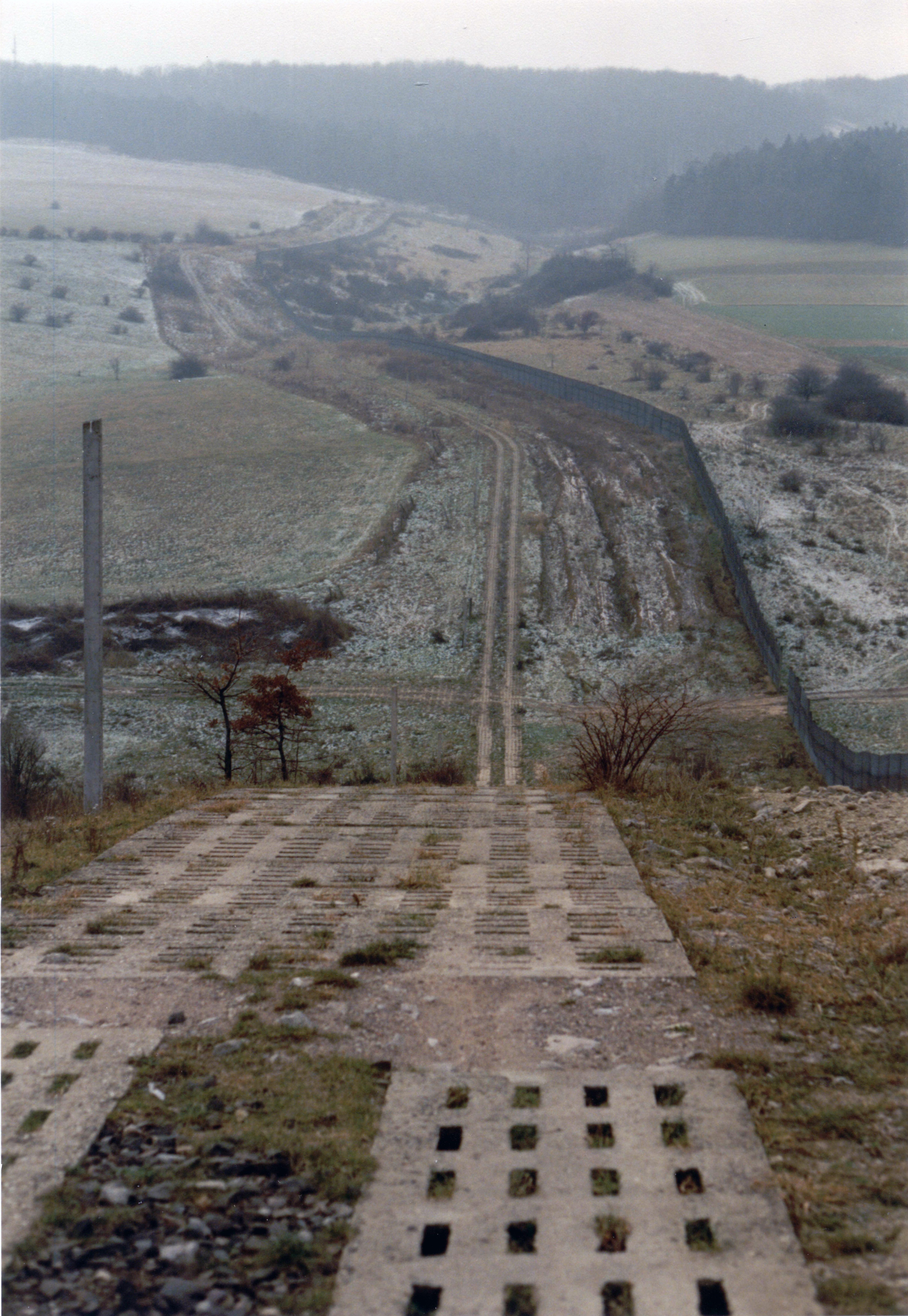
La frontière abandonnée en Thuringe, décembre 1990

Les fortifications frontalières furent progressivement détruites et finalement abandonnées dans les mois qui suivirent son ouverture. Des douzaines de nouveaux points de passage furent ouverts et les gardes ne portaient plus leurs armes ou faisaient peu de zèle pour contrôler les passeports des voyageurs. Le nombre des gardes diminua rapidement et la moitié fut licenciée dans les cinq mois ayant suivi l'ouverture. Le 1er juillet 1990, la frontière fut abandonnée et les Grenztruppen furent officiellement dissoutes.
La Bundeswehr confia aux derniers gardes-frontières et aux autres soldats de la NVA la tâche de démanteler les fortifications et de rétablir les liaisons ferroviaires et routières, ce qui ne fut achevé qu'en 1994. La présence des mines le long de la frontière fut une complication supplémentaire. Si les 1,4 million de mines posées par la RDA avaient supposément été retirées dans les années 1980, il se révéla que 34 000 d'entre elles étaient introuvables. 1 100 autres furent retrouvées et retirées après la réunification dans le cadre d'un programme de 250 millions de DM qui ne se termina qu'à la fin de l'année 1995.
Le démantèlement des installations frontalières fut également réalisé de manière non officielle par des civils allemands des deux côtés à la recherche de clôtures, de câbles et de blocs de béton. La plus grande partie de la clôture fut vendue à un ferrailleur ouest-allemand. Des groupes environnementaux entreprirent un programme de réhabilitation de la frontière en plantant de nouveaux arbres le long de la ligne.

## La frontière aujourd'hui
Il ne reste que très peu de vestiges des installations le long de l'ancienne frontière intérieure allemande. Au moins 30 musées publics, privés et municipaux exposent des équipements et des objets relatifs à la frontière. Parmi les éléments préservés figurent plusieurs dizaines de tours d'observation, de courtes portions de la clôture et des installations associées (dont certaines ont été reconstruites), des sections du mur à Hötensleben et Mödlareuth et des bâtiments frontaliers comme le point de passage de la RDA à Marienborn,.
D'importantes sections de la Kolonnenweg existent encore et servent de chemins agricoles et forestiers mais les fossés anti-véhicules, les barrières et les autres obstacles adjacents ont presque tous été supprimés. Des œuvres d'art, des pierres commémoratives, des mémoriaux et des panneaux ont été érigés en de nombreux points de l'ancienne frontière pour marquer son ouverture, honorer les victimes et rappeler la division et la réunification de l'Allemagne.
La fermeture de la région frontalière durant près de 40 ans a en certains endroits créé un sanctuaire pour la vie sauvage. Le côté oriental de la frontière était cultivé mais l'agriculture intensive pratiquée ailleurs en Allemagne était absente et d'importantes zones étaient laissées en friches. Les défenseurs de l'environnement ont pris conscience dès les années 1970 que la frontière était devenue un refuge pour des espèces rares de plantes et d'animaux. Leurs recherches ont poussé le gouvernement bavarois à acheter des terres le long de la frontière pour les protéger du développement urbain.
En décembre 1989, un mois seulement après l'ouverture de la frontière, les défenseurs de l'environnement de l'Allemagne de l'Est et de l'Ouest se rencontrèrent pour établir une « ceinture verte allemande » (Grünes Band Deutschland) s'étendant de la mer Baltique jusqu'à la frontière tchèque. En décembre 2004, le Bundestag vota à l'unanimité pour élargir la protection fédérale de la ceinture verte et l'intégrer à la « ceinture verte européenne » développée sur les 6 800 km de l'ancien Rideau de Fer. La ceinture verte allemande relie aujourd'hui 160 parcs naturels, trois réserves de biosphère de l'UNESCO et le parc national du Harz. Elle abrite un grand nombre d'espèces rares à l'extérieur de cette zone comme le chat sauvage, la cigogne noire, la loutre et des mousses et des orchidées rares. La plupart des milans royaux allemands, plus de la moitié des 25 000 individus vivant en Europe, habitent le long de l'ancienne frontière.

### Ouvrages
- (en) Thomas Adam, Germany and the Americas : culture, politics, and history, Santa Barbara, CA, ABC-CLIO, 2005, 1307 p. (ISBN 978-1-85109-628-2, lire en ligne)
- (en) Mark Allinson, Politics and popular opinion in East Germany, 1945-68, Manchester, Manchester University Press, 2000, 178 p. (ISBN 978-0-7190-5554-6, lire en ligne)
- (en) Oliver August, Along the Wall and Watchtowers : A Journey Down Germany's Divide, Londres, Harper Collins, 1999, 244 p. (ISBN 0-00-257043-2)
- (en) Frederick Baker, Borders and border politics in a globalizing world, Lanham, MD, Rowman & Littlefield, 2004, 354 p. (ISBN 978-0-8420-5104-0, lire en ligne), « The Berlin Wall »
- (en) Anthony Bailey, Along the edge of the forest, Londres, Faber & Faber, 1983 (ISBN 0-571-13195-6)
- (en) Daphne Berdahl, Where the world ended : re-unification and identity in the German borderland, Berkeley, CA, University of California Press, 1999, 294 p. (ISBN 0-520-21477-3, lire en ligne)
- (en) Hanns Buchholz, World Boundaries, vol. 3 : Eurasia, Londres, Routledge, 1994, 219 p. (ISBN 0-415-08834-8), « The Inner-German Border »
- (en) William F. Buckley Jr, The fall of the Berlin Wall, Hoboken, NJ, John Wiley & Sons, coll. « Turning Points in History », 2004 (ISBN 978-0-471-26736-2)
- (en) David Childs, The fall of the GDR, Londres, Pearson Education Ltd, 2001 (ISBN 0-582-31568-9)
- (en) Michael Cramer, German-German Border Trail, Rodingersdorf, Esterbauer, 2008, 200 p. (ISBN 978-3-85000-254-7)
- (en) Gareth Dale, Popular protest in East Germany, 1945-1989, Londres, Routledge, 2005, 246 p. (ISBN 978-0-7146-5408-9)
- (en) Mike Dennis, The Rise and Fall of the German Democratic Republic, 1945-90, Harlow, Longman, 2000, 334 p. (ISBN 978-0-582-24562-4)
- (de) Detjen, « Die propagandistische Ausrichtung der Strafverfolgung von Fluchthelfern in der DDR und ihre Wirkung im Westen », dans Inszenierungen des Rechts: Schauprozesse, Medienprozesse und Prozessfilme in der DDR, BWV Verlag, 2006 (ISBN 978-3-8305-1243-1)
- (en) Hugh Faringdon, Confrontation : the Strategic Geography of NATO and the Warsaw Pact, Londres, Routledge & Kegan Paul Books, 1986, 354 p. (ISBN 0-7102-0676-3)
- (en) Konrad Freytag, The Transatlantic Alliance on the Eve of the New Millennium, La Haye, Martinus Nijhoff Publishers, 1996, 338 p. (ISBN 978-90-411-0243-0, lire en ligne), « Germany's Security Policy and the Role of Bundeswehr in the Post-Cold War Period »
- (de) Wolf Amadeus Fröhling, Ick ooch : meine 20 Jahre DDR und die Folgen, Kampehl, Dosse, 2007, 268 p. (ISBN 978-3-9811279-3-5)
- (en) Mary Fulbrook, History of Germany, 1918-2000 : the divided nation, Oxford, Wiley-Blackwell, 2002, 352 p. (ISBN 978-0-631-23208-7)
- (en) Paul Gleye, Behind the wall : an American in East Germany, 1988-89, Carbondale, IL, SIU Press, 1991, 207 p. (ISBN 978-0-8093-1743-1, lire en ligne)
- (en) Joseph S. Gordon, « East German psychological operations: a 1965 case study », dans Psychological operations: the Soviet challenge, Boulder, CO, Westview Press, 1988 (ISBN 978-0-8133-7395-9)
- (en) David Gress, Peace and survival : West Germany, the peace movement, and European security, Stanford, CA, Hoover Press, 1985 (ISBN 978-0-8179-8091-7)
- (en) Hans-Hermann Hertle, The Berlin Wall : Monument of the Cold War, Berlin, Ch. Links Verlag, 2007, 184 p. (ISBN 978-3-86153-463-1, lire en ligne)
- (en) Howard James, « Introduction », dans When the Wall came down: reactions to German unification, Londres, Routledge, 1992 (ISBN 978-0-415-90590-9)
- (en) Konrad Hugo Jarausch, The rush to German unity, New York City, Oxford University Press US, 1994, 280 p. (ISBN 978-0-19-508577-8, lire en ligne)
- (en) Gottfried Karl Kindermann, « Chapter 12: Recent ROC-PRC unification policies in the light of the German experience », dans Contemporary China and the changing international community, Columbia, SC, University of South Carolina Press, 1994 (ISBN 978-1-57003-024-6)
- (de) Volker Koop, "Den Gegner vernichten" : die Grenzsicherung der DDR, Bonn, Bouvier, 1996, 600 p. (ISBN 978-3-416-02633-8)
- (en) Brian Ladd, The Ghosts of Berlin : Confronting German History in the Urban Landscape, Chicago, University of Chicago Press, 1998, 282 p. (ISBN 978-0-226-46762-7)
- (en) Brian Ladd, The companion guide to Berlin, Rochester, NY, Boydell & Brewer, 2004, 488 p. (ISBN 978-1-900639-28-6, lire en ligne)
- (de) Peter Joachim Lapp, Frontdienst im Frieden, die Grenztruppen der DDR : Entwicklung, Struktur, Aufgaben, Coblence, Bernard & Graefe, 1986, 281 p. (ISBN 978-3-7637-5348-2)
- (en) Wilfred Loth, Europe, Cold War and coexistence, 1953-1965, Londres, Routledge, 2004, 320 p. (ISBN 978-0-7146-5465-2)
- (en) Paul Maddrell, Spying on Science : Western Intelligence in Divided Germany 1945-1961, Oxford, Oxford University Press, 2006, 330 p. (ISBN 0-19-926750-2, lire en ligne)
- (en) James A. McAdams, East Germany and detente : building authority after the wall, Cambridge, Cambridge University Press, 1985, 233 p. (ISBN 978-0-521-26835-6, lire en ligne)
- (en) Alex McDougall, Youth Politics in East Germany : The Free German Youth Movement 1946-1968, Oxford, Clarendon Press, 2004, 261 p. (ISBN 0-19-927627-7)
- (en) Michael Meyer, The Year that Changed the World : the untold story behind the fall of the Berlin Wall, New York City, Scribner, 2009, 255 p. (ISBN 978-1-4165-5845-3)
- (en) André Moncourt et J. Smith, The Red Army Faction, a Documentary History : Volume 1 : Projectiles for the People, Oakland, CA, PM Press, 2009, 693 p. (ISBN 978-1-60486-029-0, lire en ligne)
- (en) Jan Morris, Fifty years of Europe : an album, New York City, Villard, 1997 (ISBN 978-0-679-41610-4), p. 71
- (de) Helmut Müller-Enbergs, « Innere Sicherheit: Grenztruppen, MfS, Volkspolizei, Wehrerziehung and Zivilschutz », dans DDR-Geschichte in Dokumenten, Ch. Links Verlag, 1988 (ISBN 978-3-86153-142-5)
- (en) Alan L. Nothnagle, Building the East German myth : historical mythology and youth propaganda in the German Democratic Republic, Ann Arbor, University of Michigan Press, 1990, 208 p. (ISBN 0-472-10946-4)
- (en) Edmund Jan Osmańczyk et Anthony Mango, Encyclopedia of the United Nations and international agreements, volume 1, New York City, Routledge, 2004 (ISBN 0-415-93921-6), « Allied Control Council for Germany »
- (de) Jürgen Ritter et Peter Joachim Lapp, Die Grenze : ein deutsches Bauwerk, Berlin, Ch. Links Verlag, 2007, 192 p. (ISBN 978-3-86153-465-5, lire en ligne)
- (en) John Rodden, Repainting the Little Red Schoolhouse : A History of Eastern German Education, 1945-1995, New York City, Oxford University Press US, 2002, 506 p. (ISBN 978-0-19-511244-3, lire en ligne)
- (en) Gordon L. Rottman, The Berlin Wall and the Intra-German border 1961-89, vol. Fortress 69, Oxford, Osprey, 2008, 64 p. (ISBN 978-1-84603-193-9)
- (en) Carl Christoph Schweitzer, Politics and government in Germany, 1944-1994 : basic documents, Providence, RI, Berghahn Books, 1995, 470 p. (ISBN 978-1-57181-855-3, lire en ligne)
- (en) Victor Sebasteyen, Revolution 1989 : the Fall of the Soviet Empire, Londres, Weidenfeld & Nicolson, 2009, 451 p. (ISBN 978-0-297-85223-0)
- (en) Theodore Shackley et Richard A Finney, Spymaster : my life in the CIA, Dulles, VA, Brassey's, 2005, 309 p. (ISBN 978-1-57488-915-4)
- (en) David Shears, The Ugly Frontier, Londres, Chatto & Windus, 1970 (OCLC 94402)
- (en) William E. Stacy, US Army Border Operations in Germany, US Army Military History Office, 1984 (OCLC 53275935, lire en ligne)
- (en) Raymond G. Stokes, Constructing Socialism : Technology and Change in East Germany 1945-1990, Baltimore, Johns Hopkins University Press, 2000, 260 p. (ISBN 978-0-8018-6391-2)
- (en) Jürgen Weber, Germany, 1945-1990 : a parallel history, Budapest, Central European University Press, 2004, 289 p. (ISBN 978-963-9241-70-1, lire en ligne)
- (en) Gerhard Weinberg, A world at arms : a global history of World War II, Cambridge, Cambridge University Press, 1995, 1178 p. (ISBN 0-521-55879-4, lire en ligne)

### Articles
- (en) Jack Anderson, « Why Have U.S. Army Men In Europe Defected Behind The Iron Curtain? », St. Petersburg Times,‎ 14 juin 1964 (lire en ligne)
- (en) Siegfried Buschschluter, « Trade in human beings costs Bonn dear », Guardian Weekly,‎ 11 octobre 1981
- (en) Alan Cowell, « Beside the Autobahn, a Cold-War Memory Lane », The New York Times,‎ 12 septembre 1996
- (en) Tony Czuczka, « Last East German communist boss going to jail unrepentant », Associated Press,‎ 13 janvier 2000
- (en) Michael Evans, « Border watchdog, Thomas Jones, completes 30-year patrol », The Times,‎ 15 février 1990
- (en) Farnsworth Fowle, « Dresden's Salvaged Treasures », The New York Times,‎ 8 février 1981
- (en) Allan Hall, « Cold War legacy a haven for nature », The Age,‎ 19 mai 2008
- (en) John Hooper, « East Germany jailed 75,000 escapers », The Guardian,‎ 7 août 2001 (lire en ligne)
- (en) James O. Jackson, « The Revolution Came From the People », Time,‎ 12 février 1990 (lire en ligne)
- (en) Jeff Jacoby, « The Wall came tumbling down », Boston Globe,‎ 8 novembre 1989
- (de) Sven Felix Kellerhoff et Dirk Banse, « Zögern Sie nicht mit der Schusswaffe! », Berliner Morgenpost,‎ 11 août 2007 (lire en ligne)
- (en) Robert L. Koenig, « Unity replaces fence - German social, economic barriers next to fall », St. Louis Post-Dispatch,‎ 22 avril 1990
- (en) Helen Maguire, « Leaving East Germany - as easy as Alpha, Bravo, Charlie? », Deutsche Presse-Agentur9,‎ 20 octobre 2009 (lire en ligne)
- (en) Robert J. McCartney, « E. Germany Relaxes Curbs on Working Citizens' Visits to West », The Washington Post,‎ 16 avril 1988
- (de) Michael Mielke, « Der Fall Gartenschläger », Berliner Morgenpost,‎ 6 mai 2002 (lire en ligne)
- (en) Hugh A. Mulligan, « East German border appearance has changed », The Bulletin, The Associated Press,‎ 28 octobre 1976 (lire en ligne)
- (en) Tony Paterson, « From Iron Curtain to Green Belt », Independent On Sunday,‎ 17 mai 2009
- (en) Rédaction, « Scale of East German exodus revealed », BBC,‎ 7 août 2001 (lire en ligne)
- (en) Rédaction, « More Than 1,100 Berlin Wall Victims », Deutsche Welle,‎ 9 août 2005 (lire en ligne)
- (en) Rédaction, « We Were Told to Stop Trespassing at All Costs », Deutsche Welle,‎ 2 novembre 2006 (lire en ligne)
- (en) Rédaction, « East German defector seventh since Saturday », Gainesville Sun, The Associated Press,‎ 3 septembre 1987 (lire en ligne)
- (en) Rédaction, « Buff Boom », Los Angeles Times,‎ 7 juillet 1977
- (de) Rédaction, « Sie gaben ihr Leben für ihr Vaterland », Neues Deutschland,‎ 13-14 août 1989
- (en) Rédaction, « East German Doctor Swims To Freedom », St. Petersburg Times, United Press International (UPI),‎ 4 août 1971 (lire en ligne)
- (en) Rédaction, « Climber flees East Germany », Sunday Star-News,‎ 28 août 1987 (lire en ligne)
- (en) Rédaction, « Nudes warm up the Cold War », The Age,‎ 18 août 1975
- (en) Rédaction, « 'Forbidden Zone' Runs Across Opencast Site », The Manchester Guardian,‎ 9 juin 1952
- (en) Rédaction, « East Germany Apologizes For Fatal Shooting of Italian », The New York Times,‎ 7 août 1976
- (en) Rédaction, « Homemade balloon carries 8 to freedom », The Prescott Courier,‎ 17 septembre 1979 (lire en ligne)
- (en) Rédaction, « Berlin reunites, borders fade », The Record, Bergen,‎ 2 juillet 1990
- (en) Rédaction, « Escape Into East Germany Not Blocked by Wire, Mines », The Associated Press,‎ 7 juillet 1963 (lire en ligne)
- (en) Rédaction, « History hits the wall - Tourists warm to Berlin's Cold War », The Sunday Telegraph, Londres,‎ 30 mai 2004
- (de) Rédaction, « Sonntagsreden am Todesstreifen? », Thüringen Journal, Mitteldeutscher Rundfunk,‎ 18 septembre 2009 (lire en ligne)
- (en) Rédaction, « Two Soldiers Go To E. Germany », The Times,‎ 11 juillet 1959
- (en) Rédaction, « Baltic Coast Made Border Zone », The Times,‎ 21 juillet 1962
- (en) Rédaction, « Two Families Flee From East Germany », The Times,‎ 11 septembre 1964
- (en) Rédaction, « Border "No Man's Land" Officially Declared Mine-Free », The Week in Germany, New York City, German Information Center,‎ 13 mai 1996
- (en) Larry Thorson, « Former German border almost free of mines », Austin American-Statesman,‎ 11 novembre 1995
- (en) Tracy Walmer, « Wall's fall coaxes 2nd deserter back », USA Today,‎ 14 février 1990

### Images
- (de) Photographies de la frontière intérieure allemande avant et après son ouverture
- (de) Photographies et informations sur la frontière
- (en) Documents sur la section nord de l'ancienne frontière avec des photographies et des cartes.
- (en) La Frontière perdue : Photographies du Rideau de Fer

### Vidéos
- (en) Walled In (2009) Documentaire de la Deutsche Welle décrivant les systèmes de sécurité de la frontière
  - (en) Making of Walled In (2009) Documentaire de la Deutsche Welle sur la réalisation du film Walled In
- (en) Border Crossing (2009) Documentaire de la Deutsche Welle sur les installations frontalières préservées de Hötensleben et Marienborn.
- (en) Victim and Border Guard (2009) Documentaire de la Deutsche Welle réunissant un ancien garde frontière est-allemand et un fugitif s'étant grièvement blessé lors de sa tentative d'évasion
- (de) Grenzalarm (années 1970). Film est-allemand montrant comment les gardes-frontières régissaient aux alertes sur la frontière.
- (de) Die innerdeutsche grenze (années 1970) Film documentaire ouest-allemand sur la frontière intérieure allemande.
- Grenzimpressionen aus den 70er und 80er Jahren (2009) Films amateurs réalisés dans les années 1970 et 1980.

### Informations sur la frontière
- (de) Grenzinnerungen Présentation complète de la frontière avec de nombreuses photographies.
- (de) Information sur le système frontalier est-allemand
- (de) Police frontalière allemande

### Autres
- (de) Das Grünes Band. Projet de l'association de protection de la nature BUND pour transformer l’ancienne zone frontalière en réserve frontalière.